# 초절이

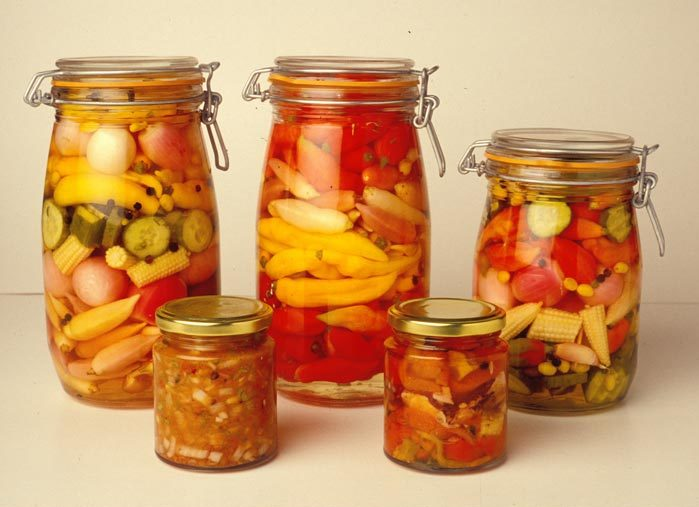

초절이(醋--) 또는 초절임(醋--), 피클(pickle)은 식품을 산성화(pH 4.6 이하)시킴으로써 미생물의 번식을 저해하여 식품의 수명을 연장하는 저장법이다. 산성저장식품(酸性貯藏食品)이라고도 한다. 대표적으로는 마늘장아찌나 오이피클 등이 이에 속한다.
식품을 고염수에 절여서 혐기성 발효를 유발하거나 또는 식초 따위 산성 용액에 절여서 만든다. 특히, 충분한 수분을 함유한 식재료는 소금절이의 결과 발생하는 젖산 발효로 인해 소금만 쳐도 결과적으로 초절이가 된다. 김치나 자우어크라우트가 그러한 사례다. 초절이 식품의 최종적인 맛은 용액의 산도와 염도, 발효 온도, 발효 균종 등 다양한 요인에 의해 결정된다.
염도와 온도가 낮은 단계에서는 Leuconostoc mesenteroides 균이 우세하여 산과 알코올, 향을 만들어낸다. 온도가 높으면 Lactobacillus plantarum 균이 우세해져서 젖산을 주로 만들어낸다. 대부분의 초절임은 Leuconostoc 발효로 시작해서 산도가 높아지면서 Lactobacillus 발효로 넘어가는 식으로 발효가 이루어진다.

## 지역별 초절이

### 한국

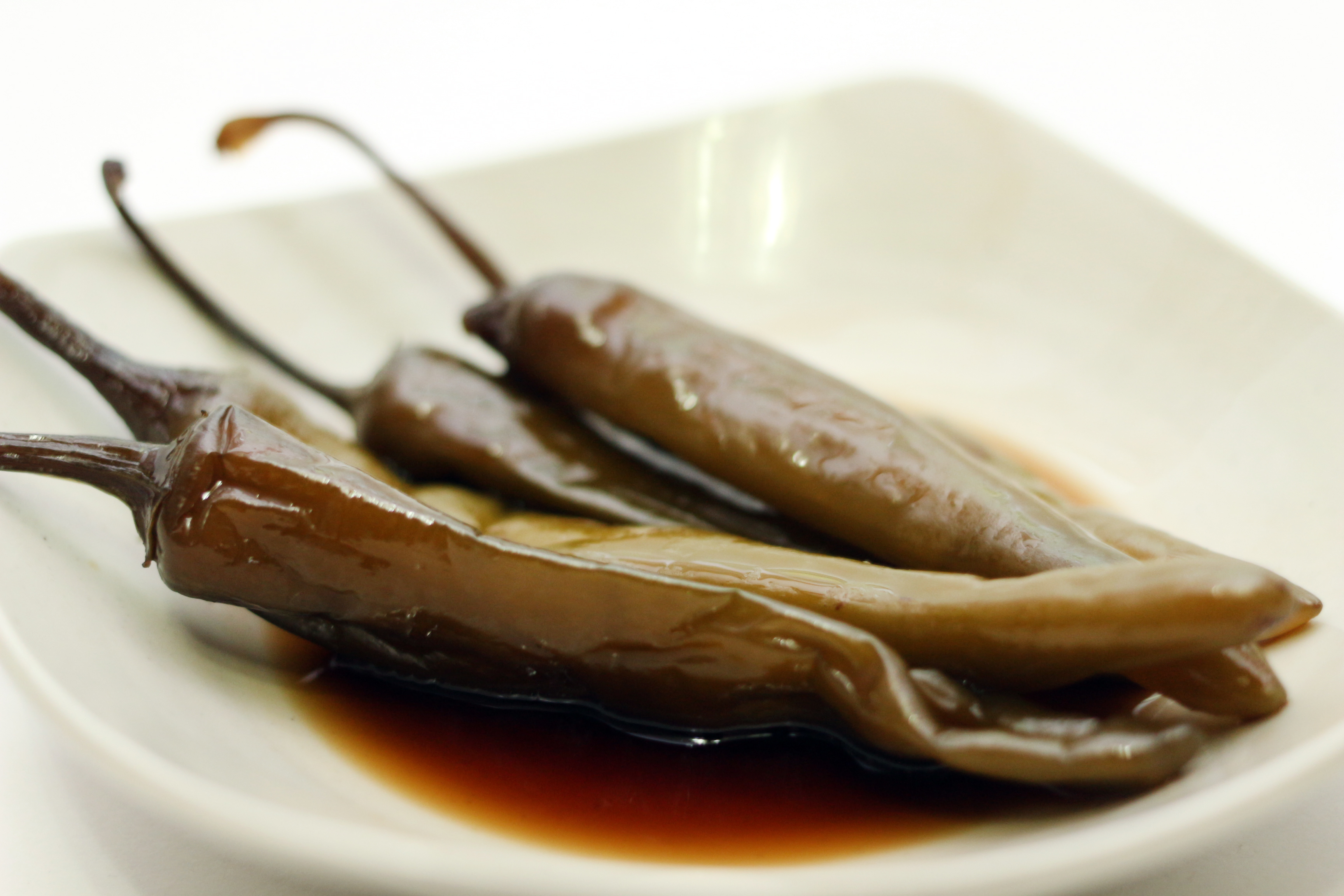
고추장아찌
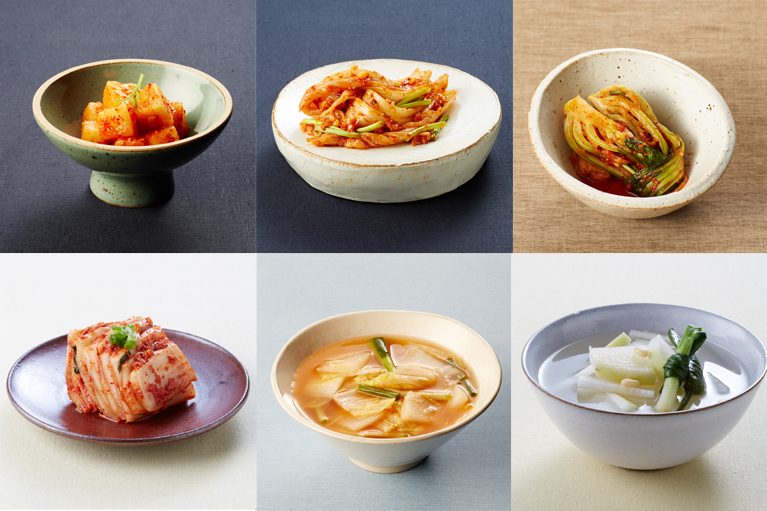
김치
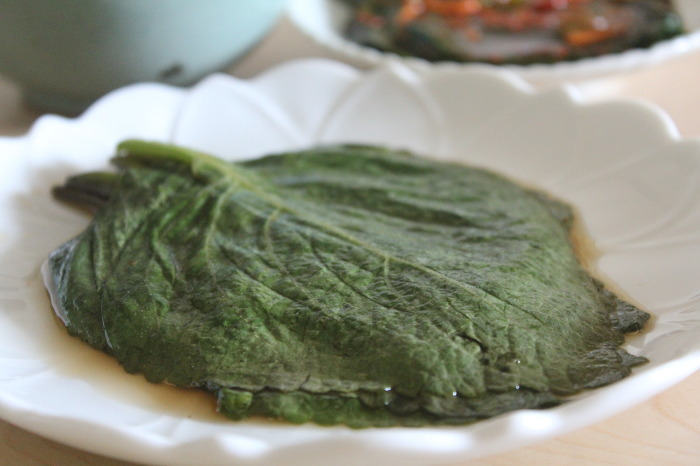
깻잎장아찌
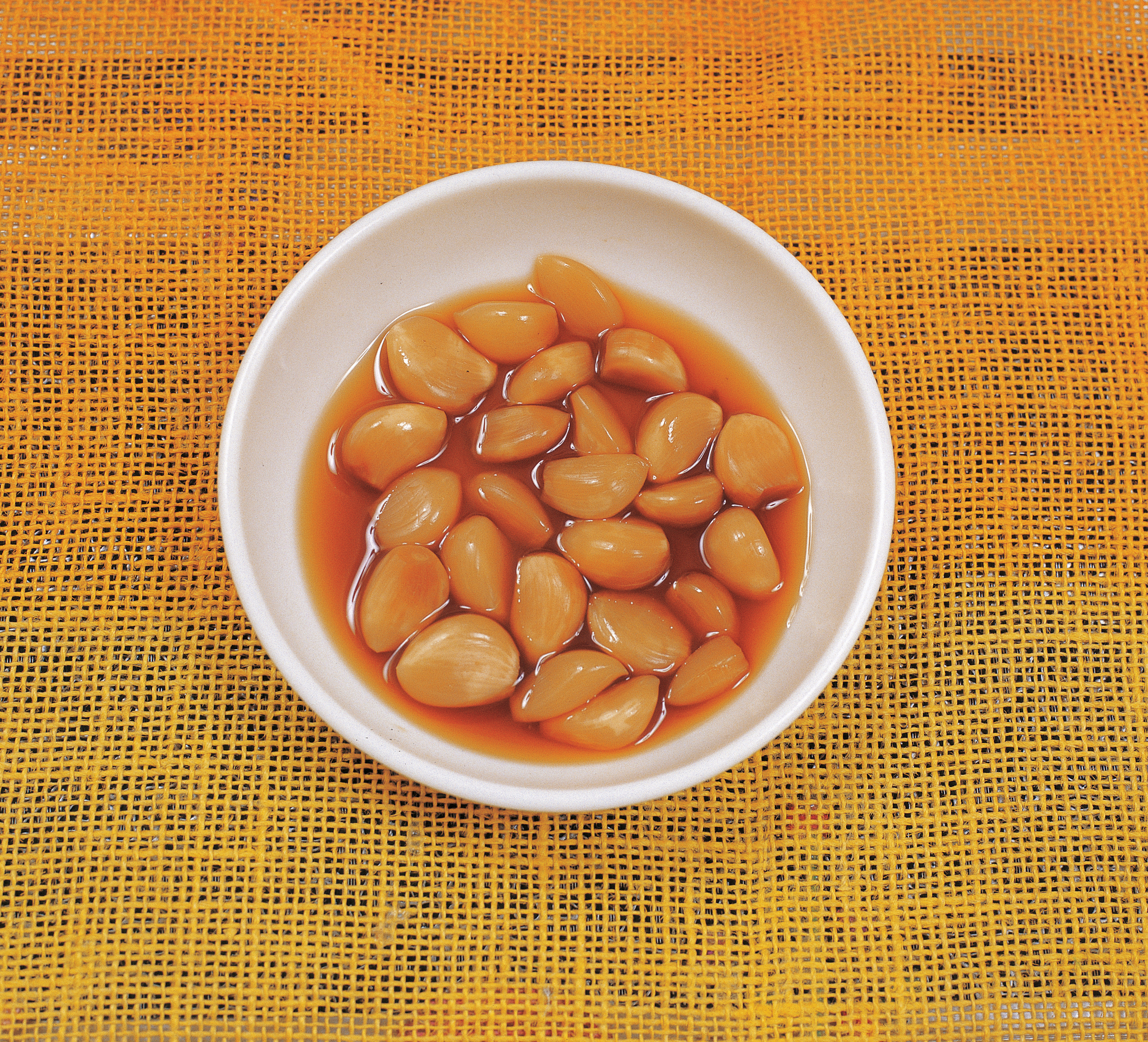
마늘장아찌
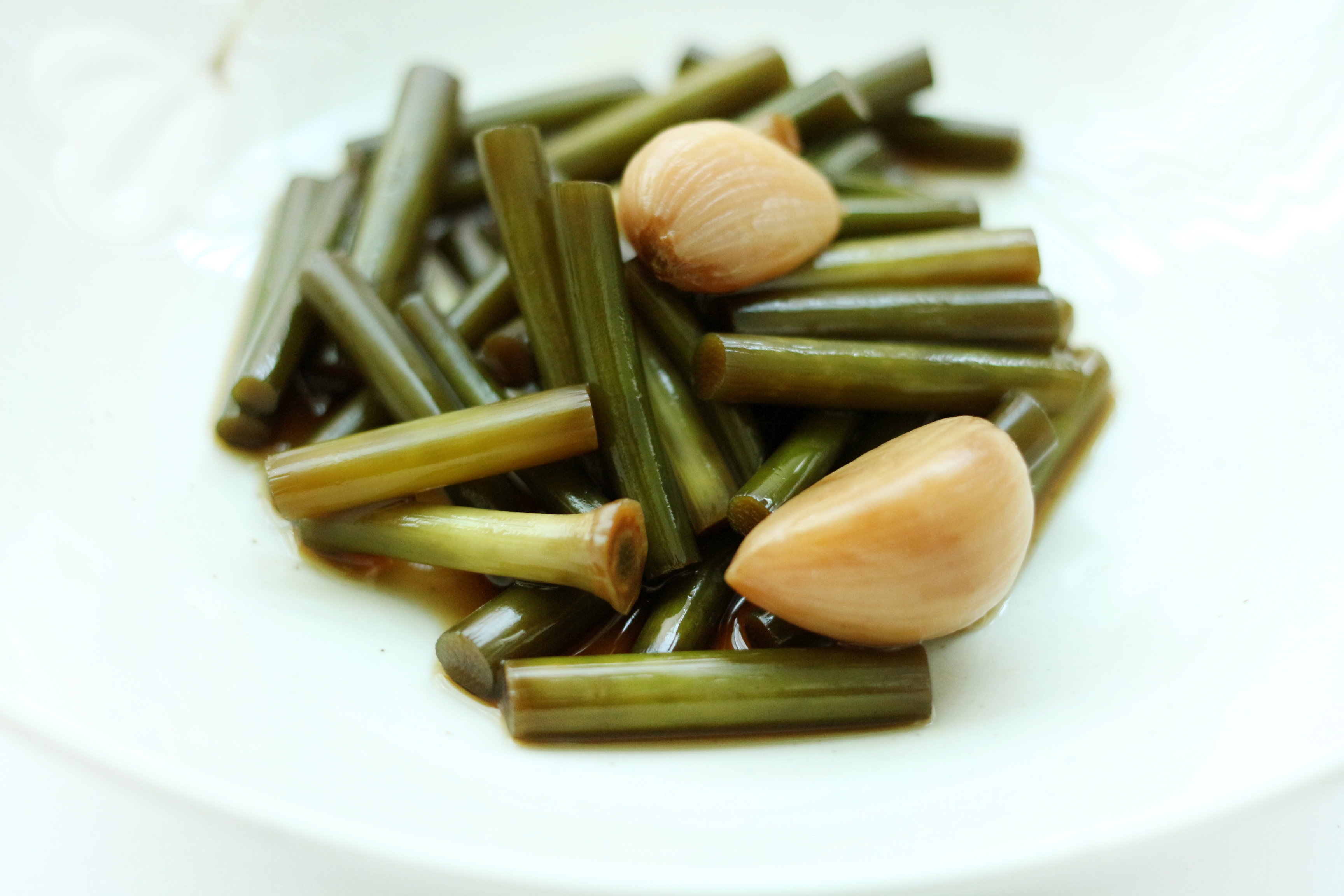
마늘종장아찌
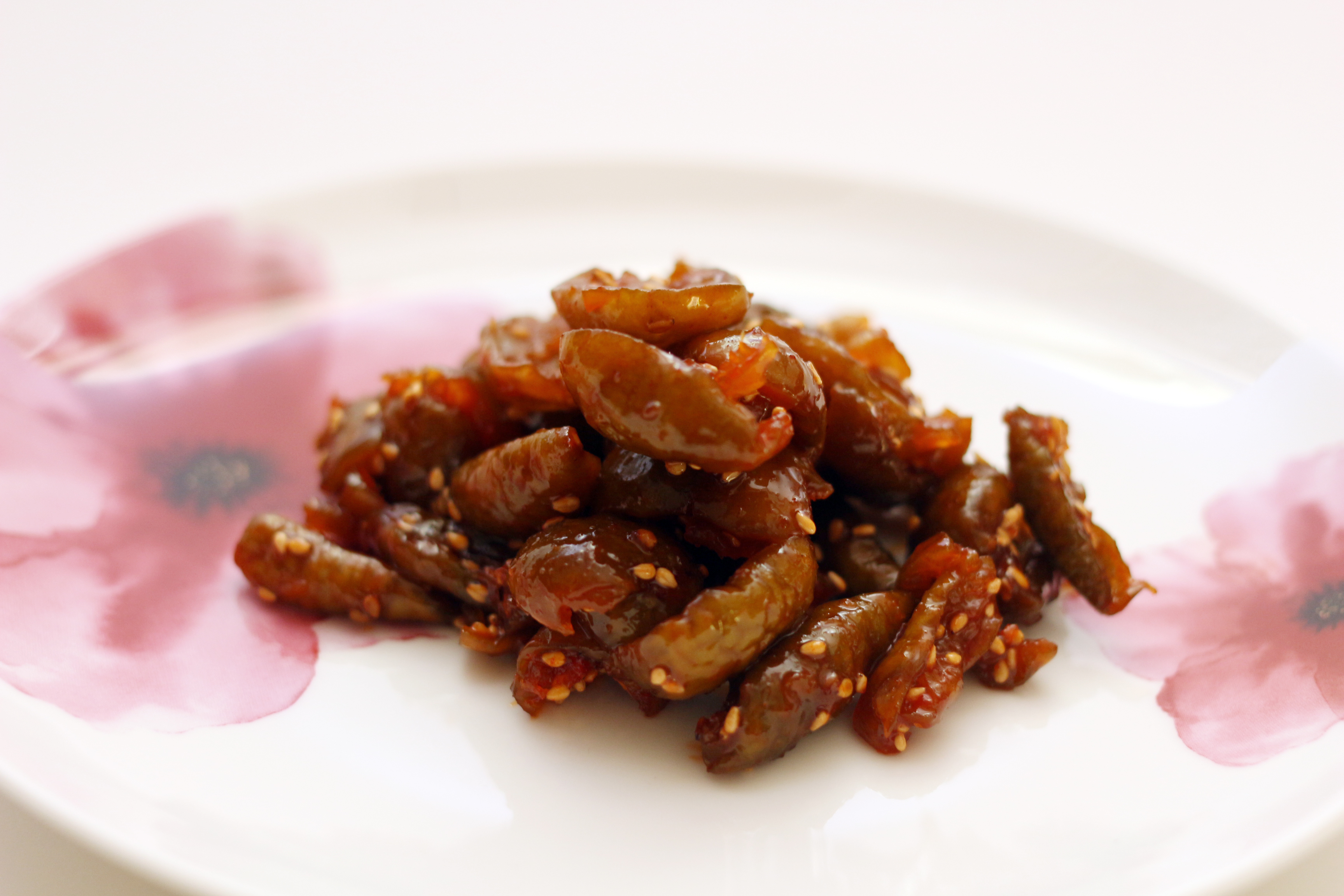
매실장아찌
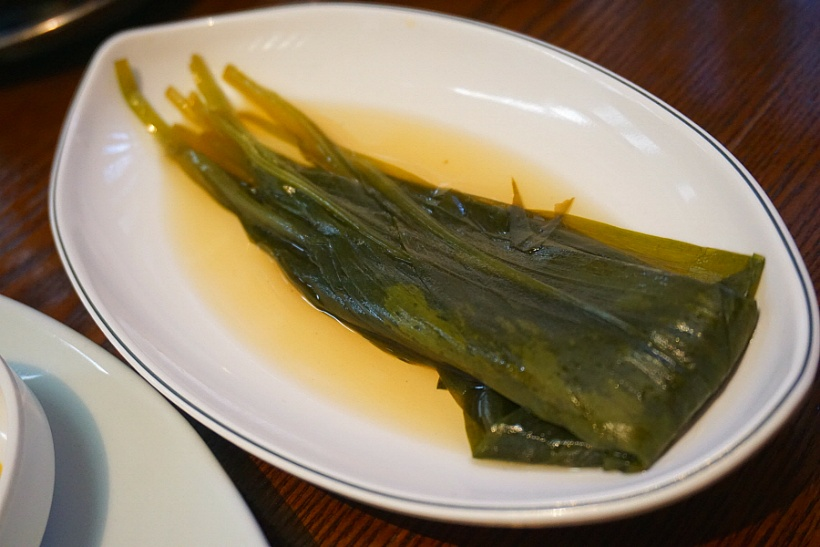
명이장아찌
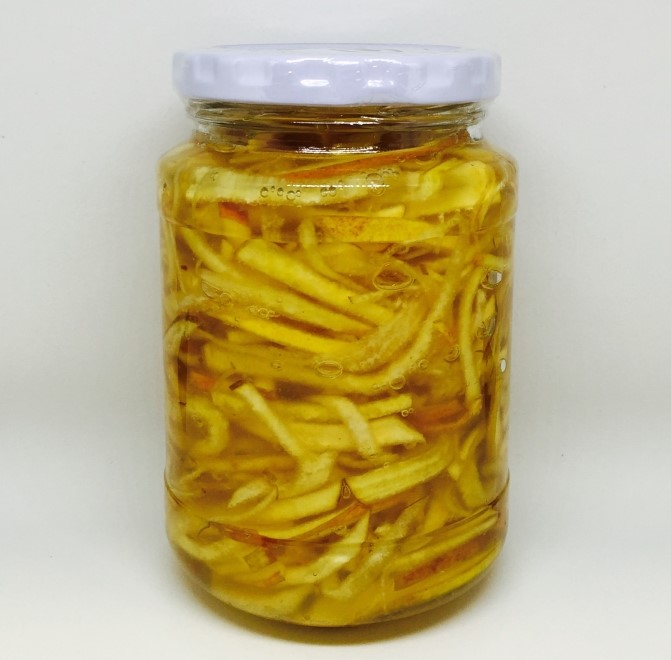
모과청
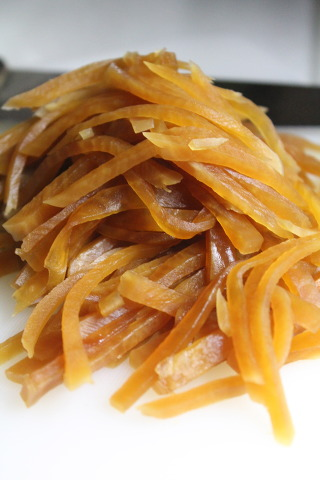
무짠지
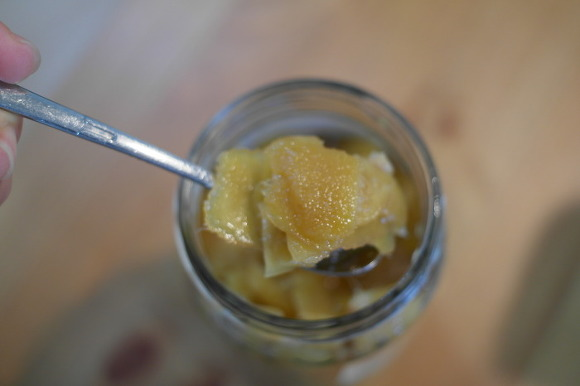
생강청
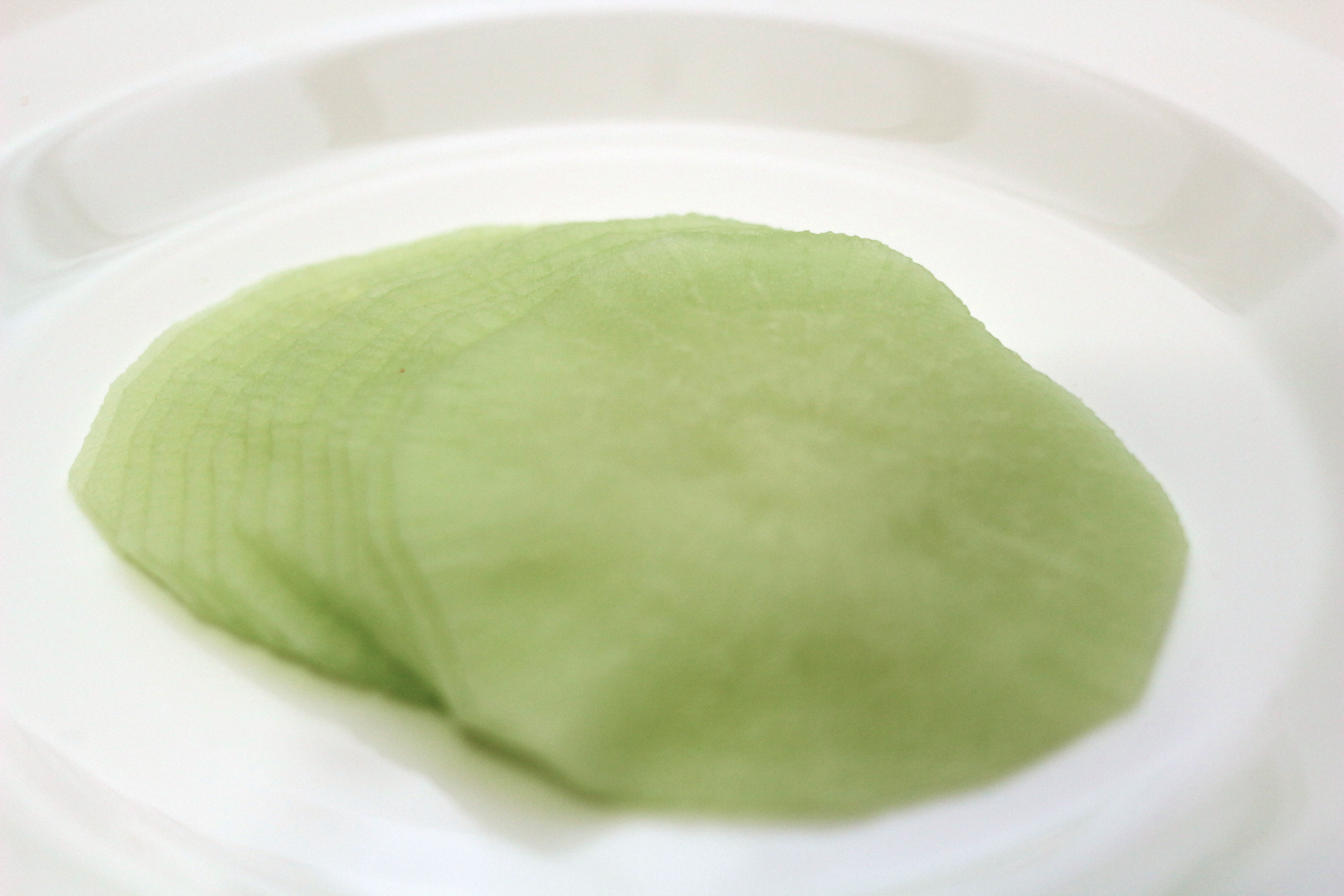
쌈무
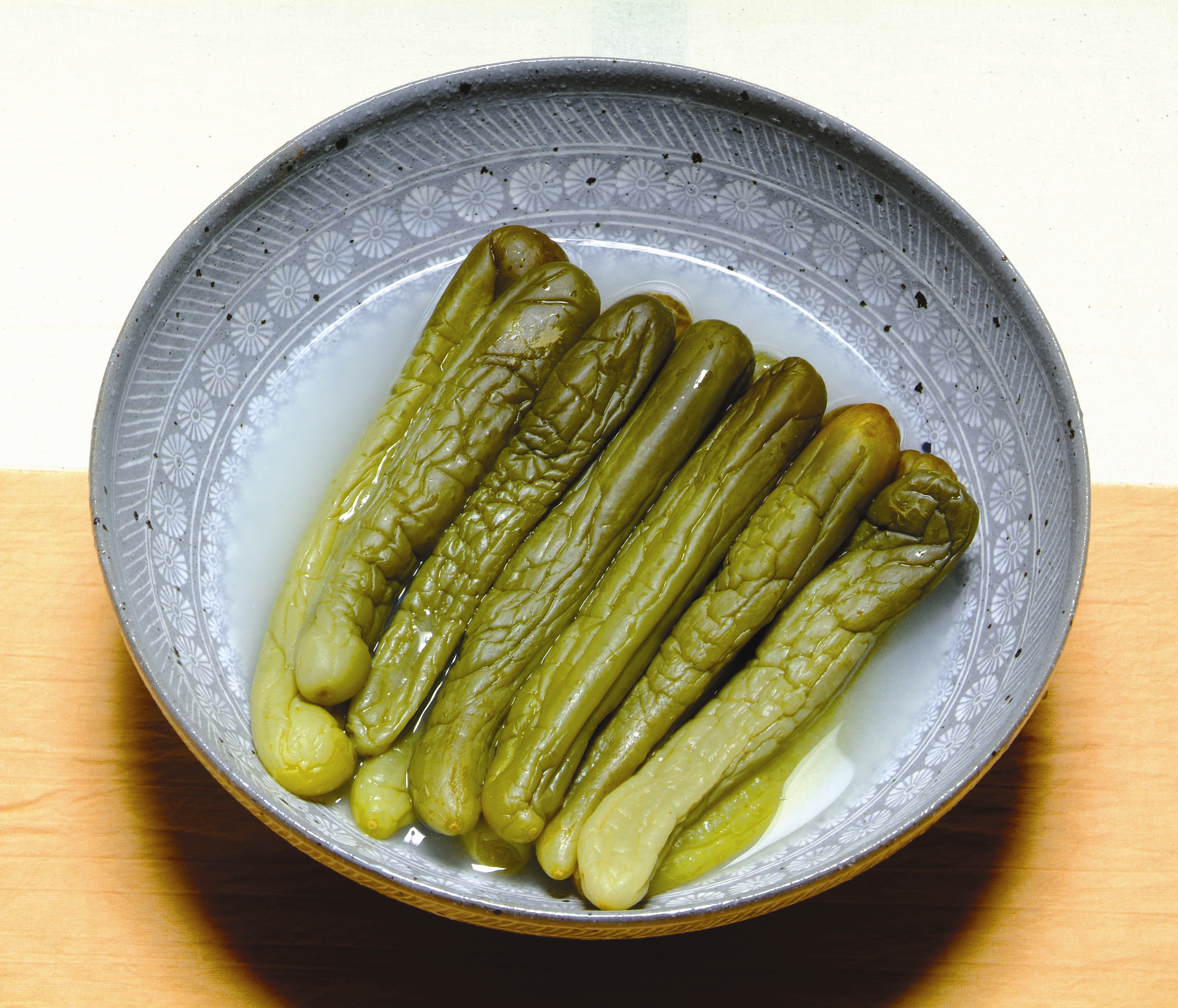
오이지
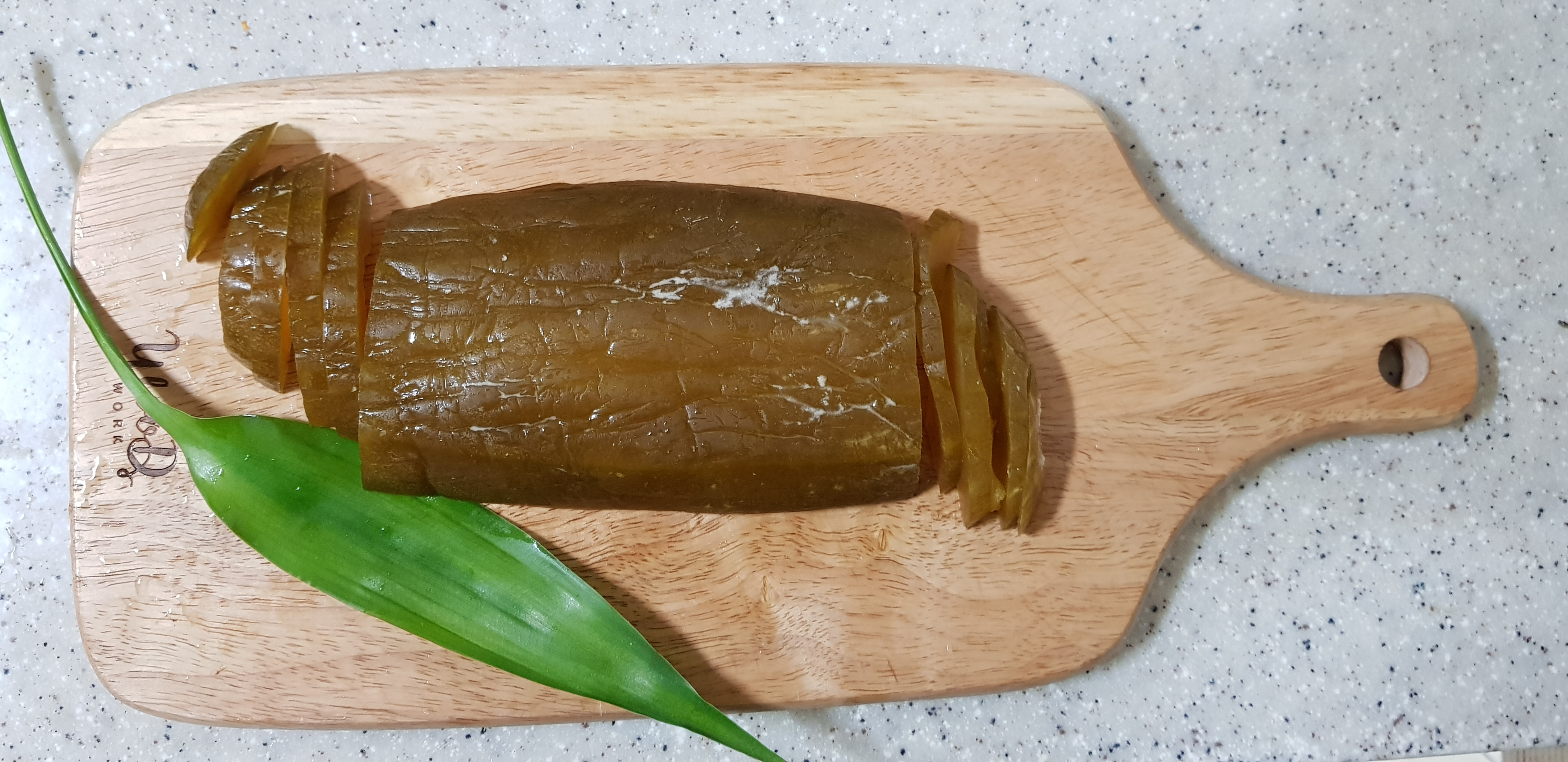
울외장아찌
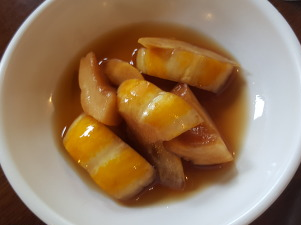
참외장아찌
치킨무

### 아시아

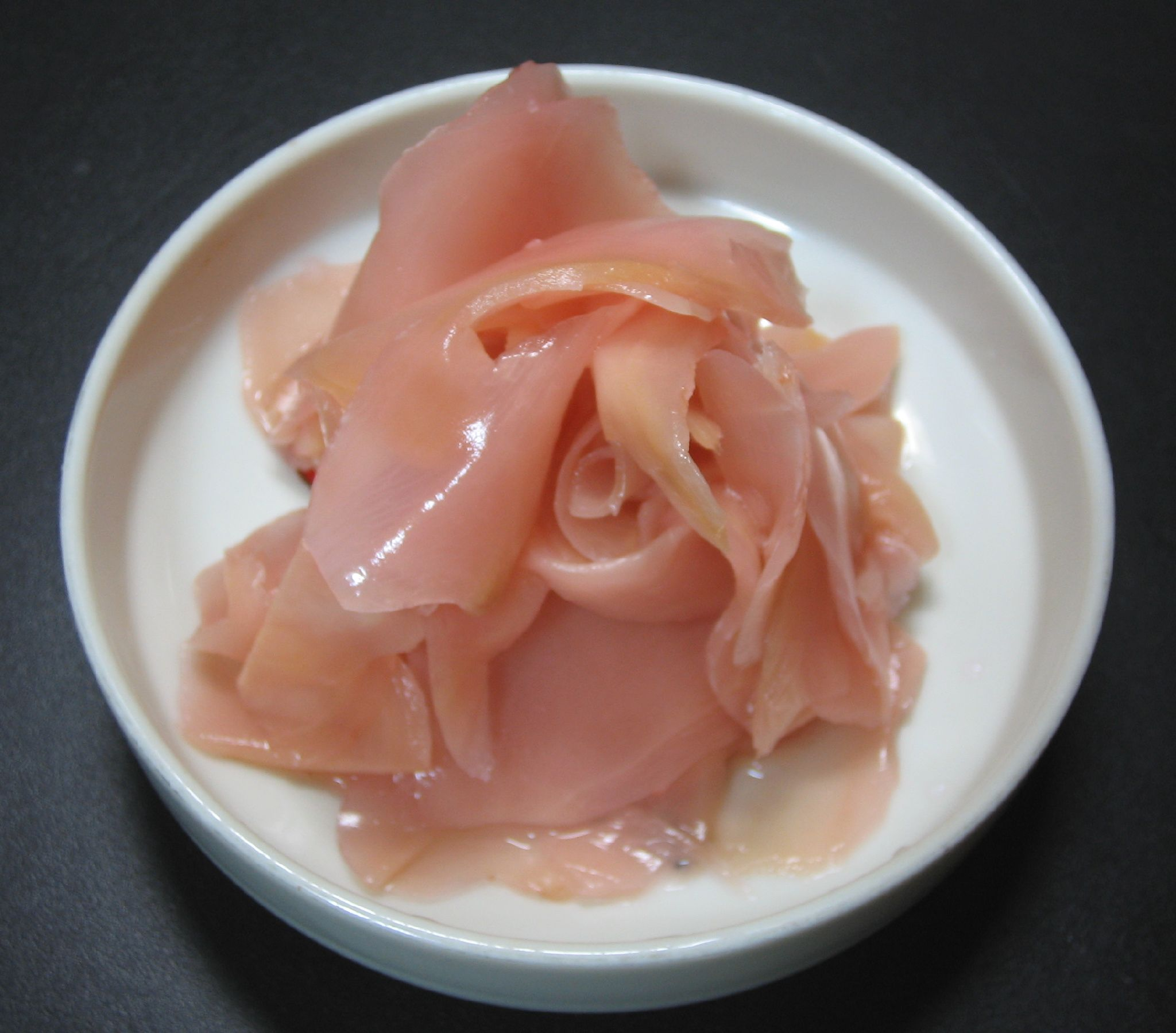
가리
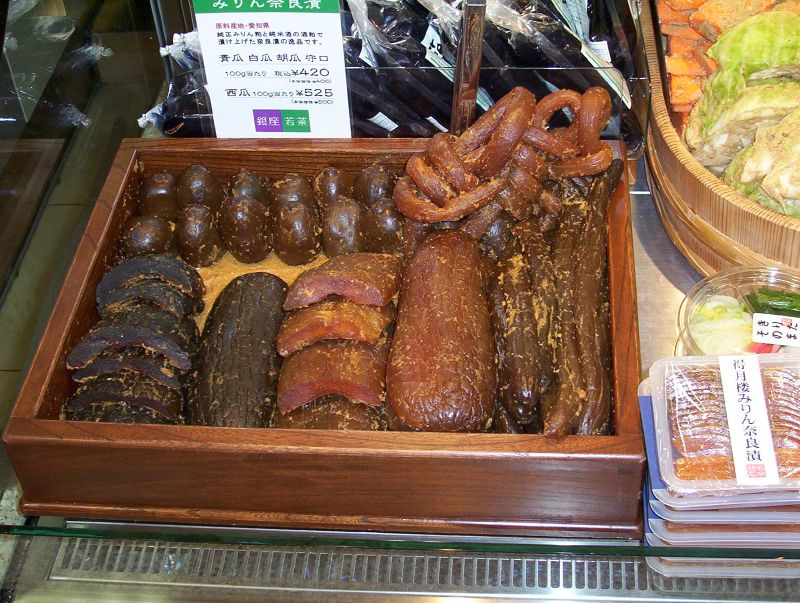
나라즈케
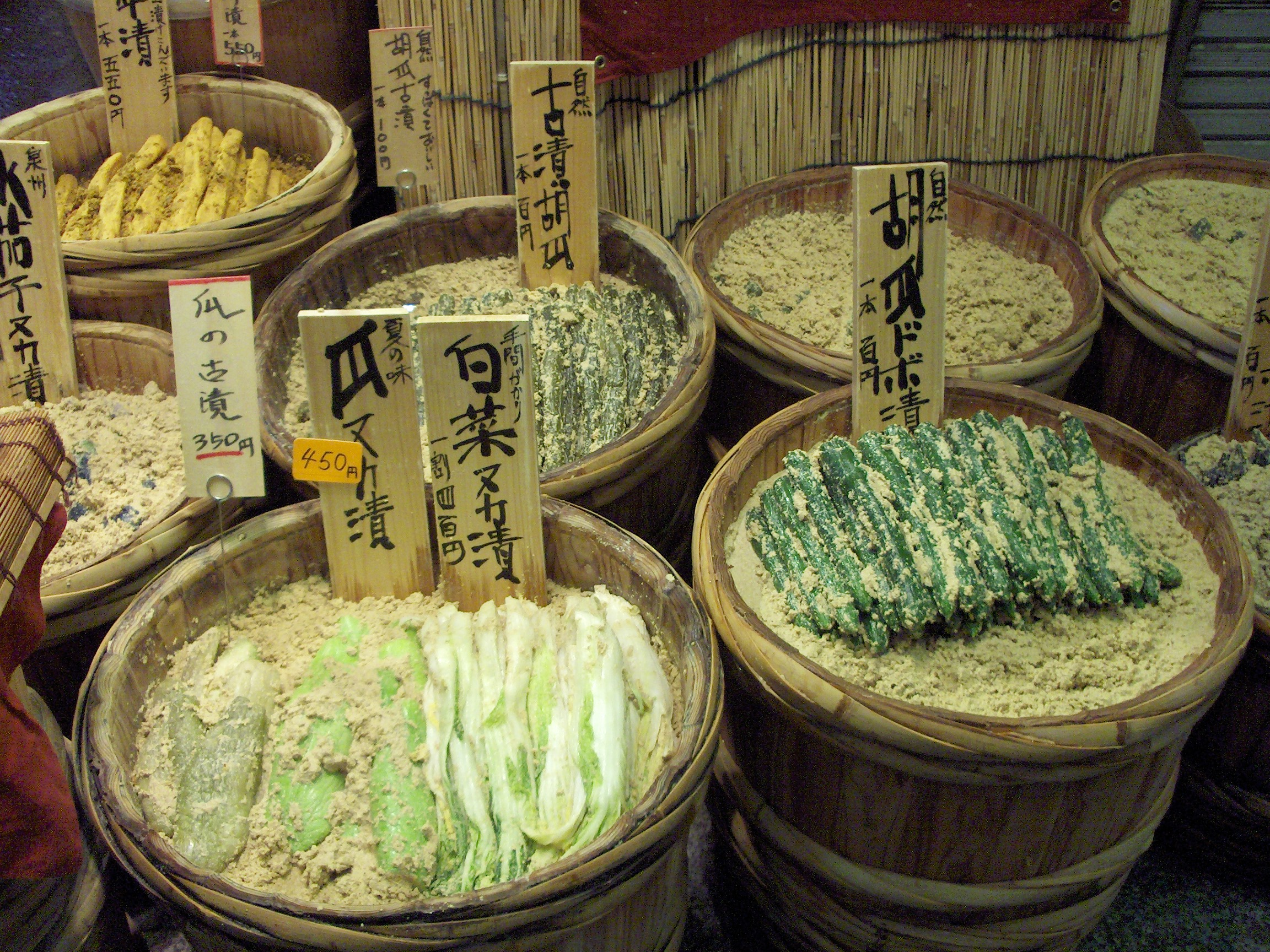
누카즈케
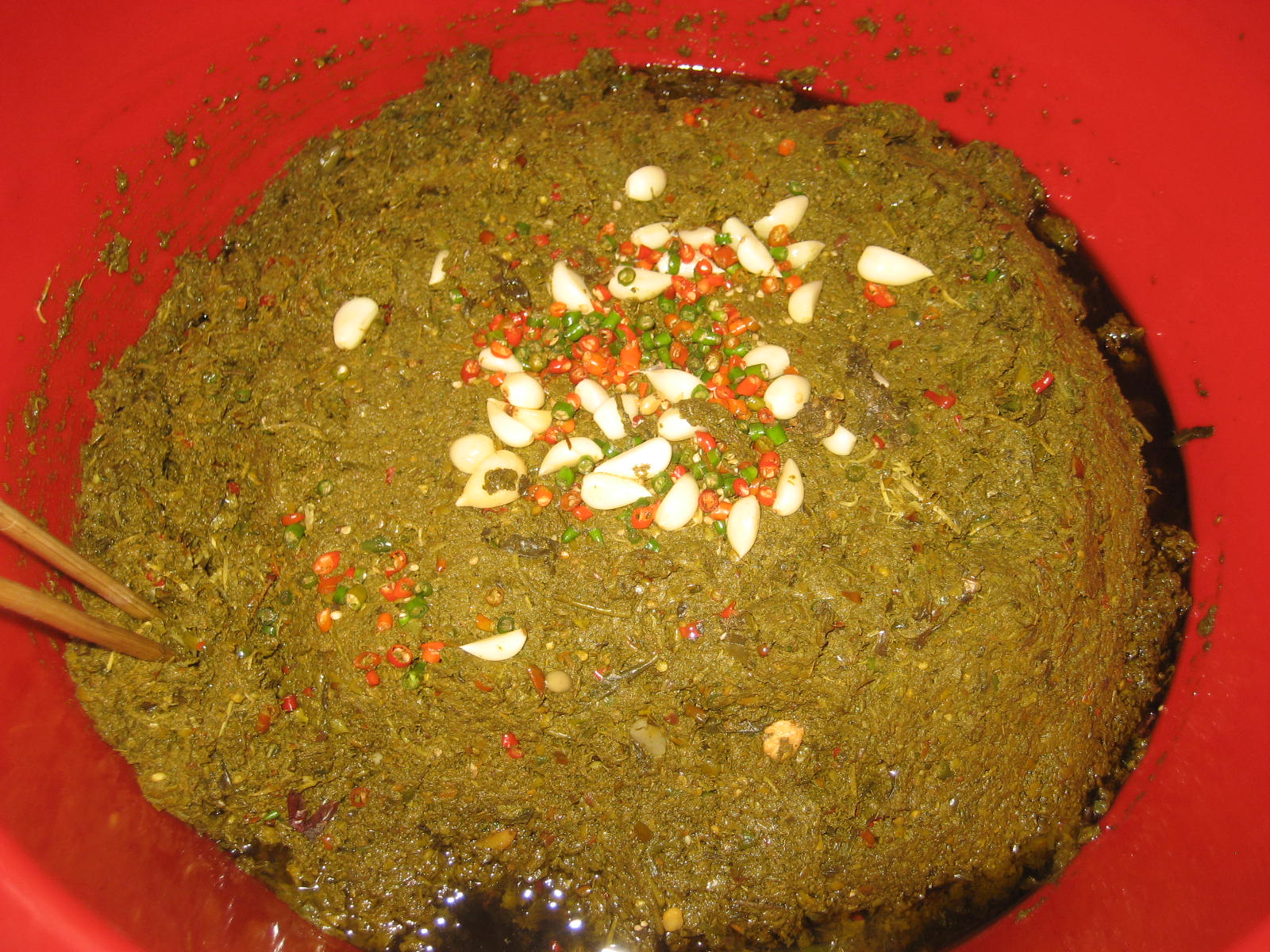
라페
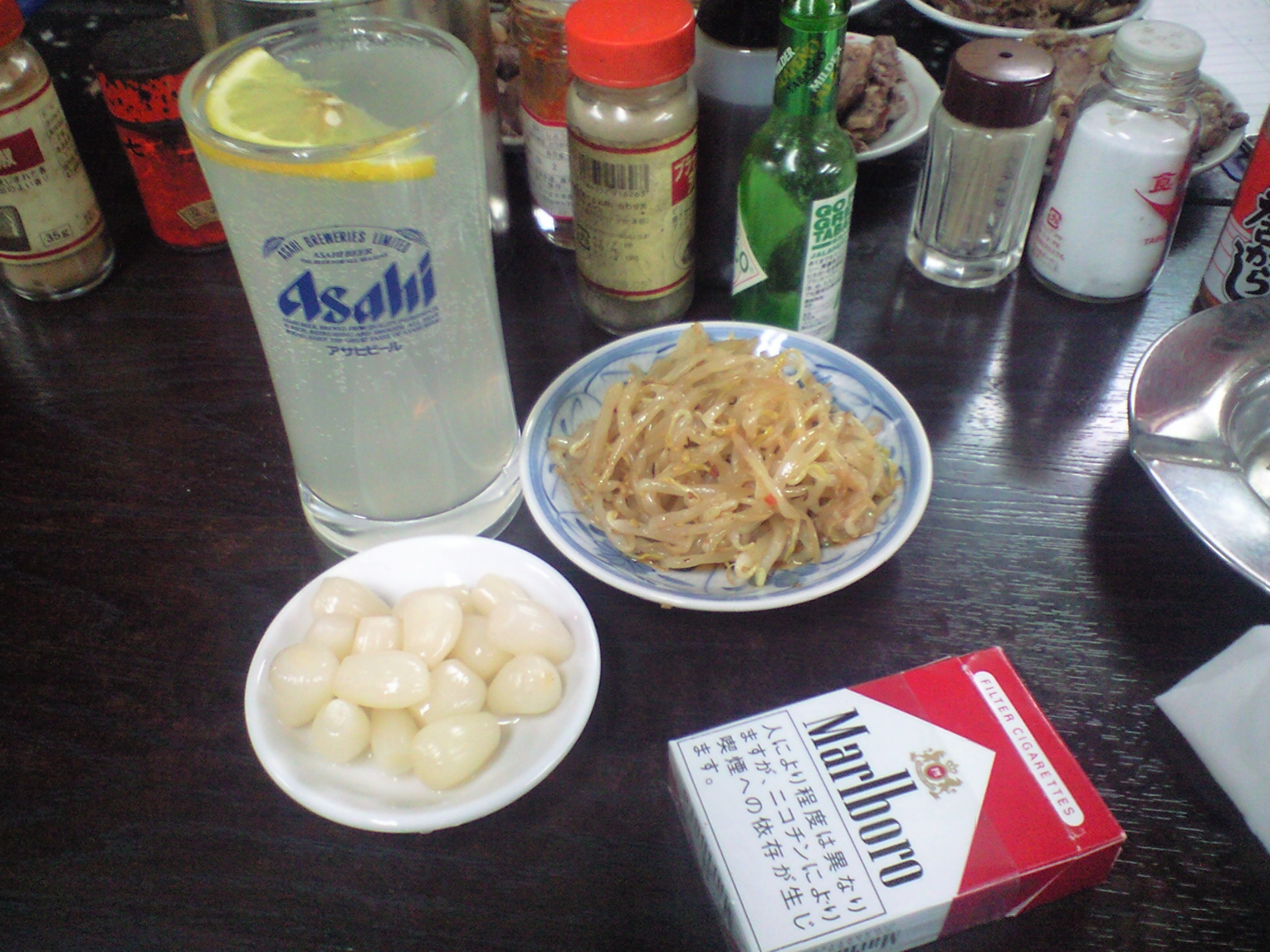
락교
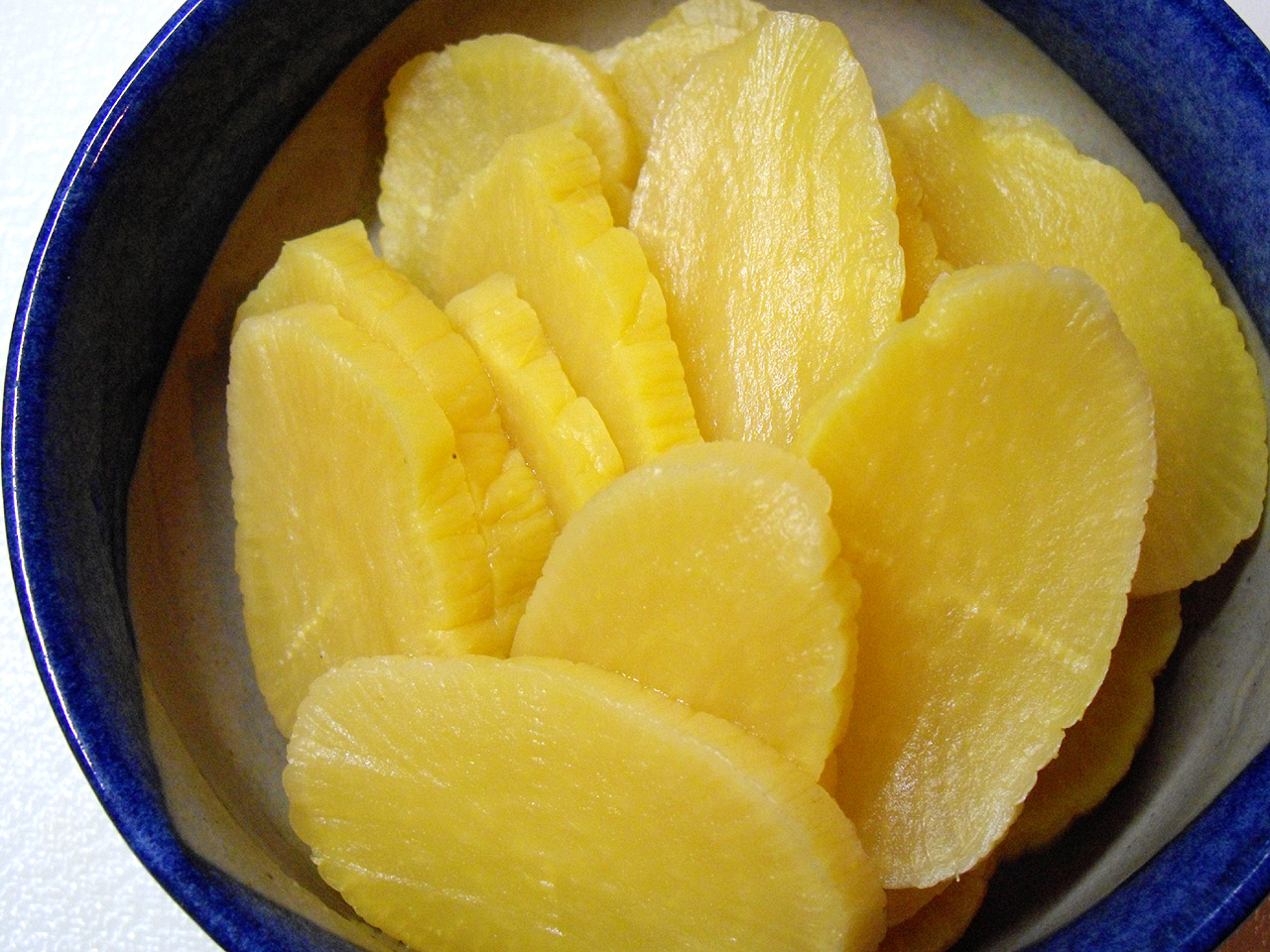
단무지
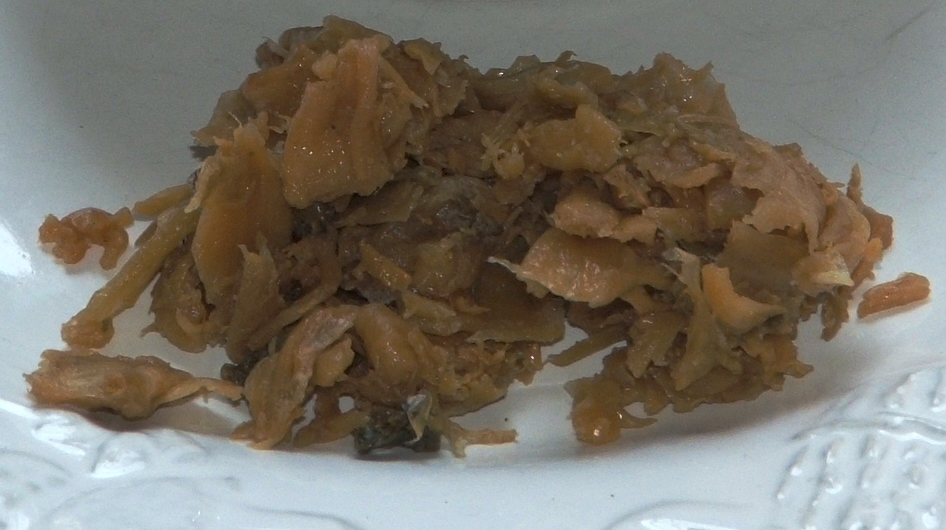
둥차이
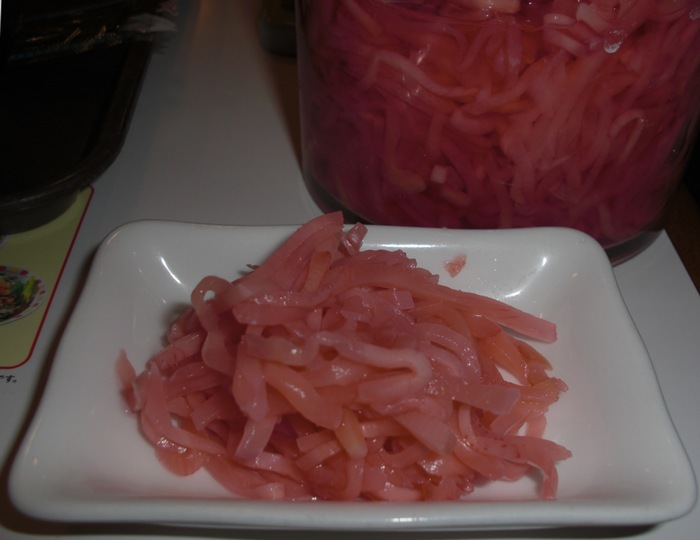
베니쇼가
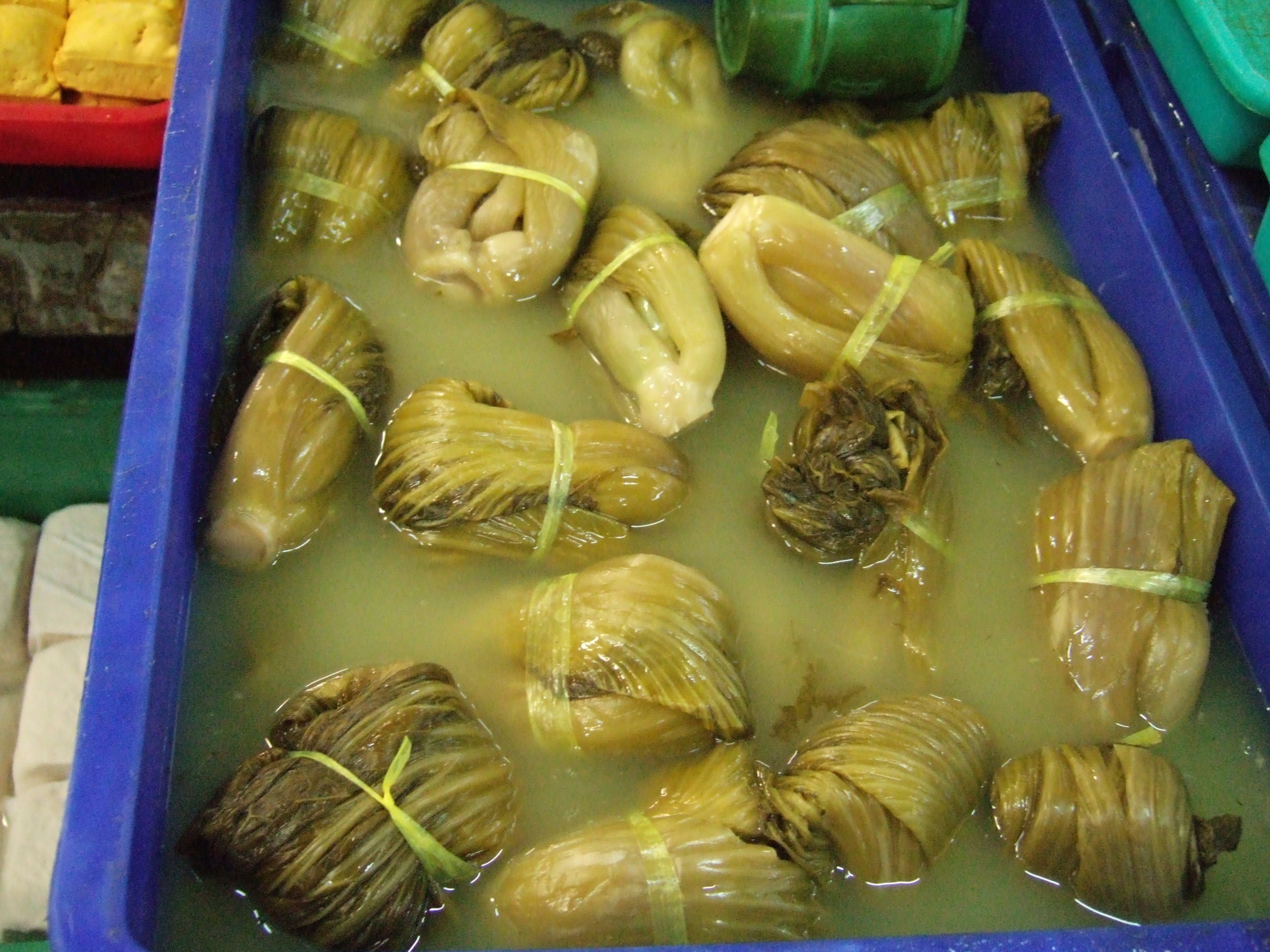
쏸차이
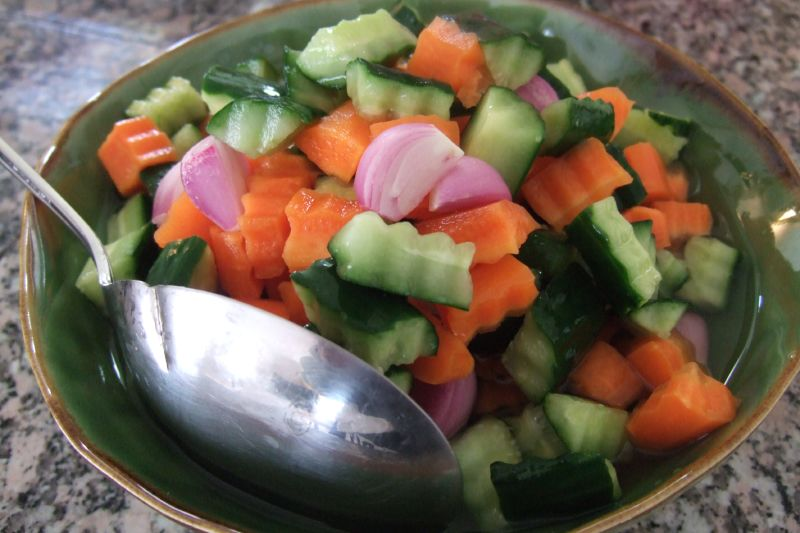
아차르
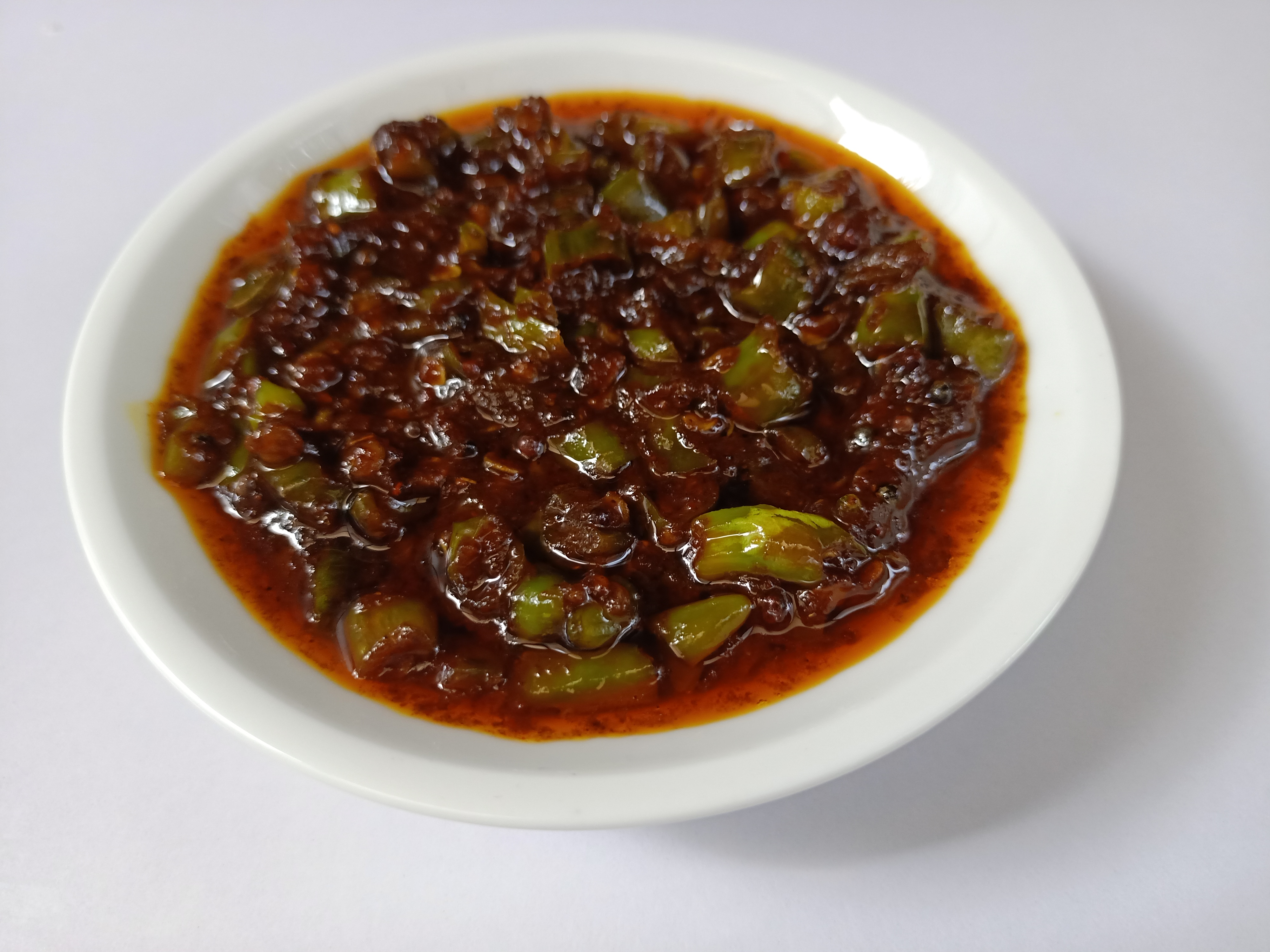
아차르
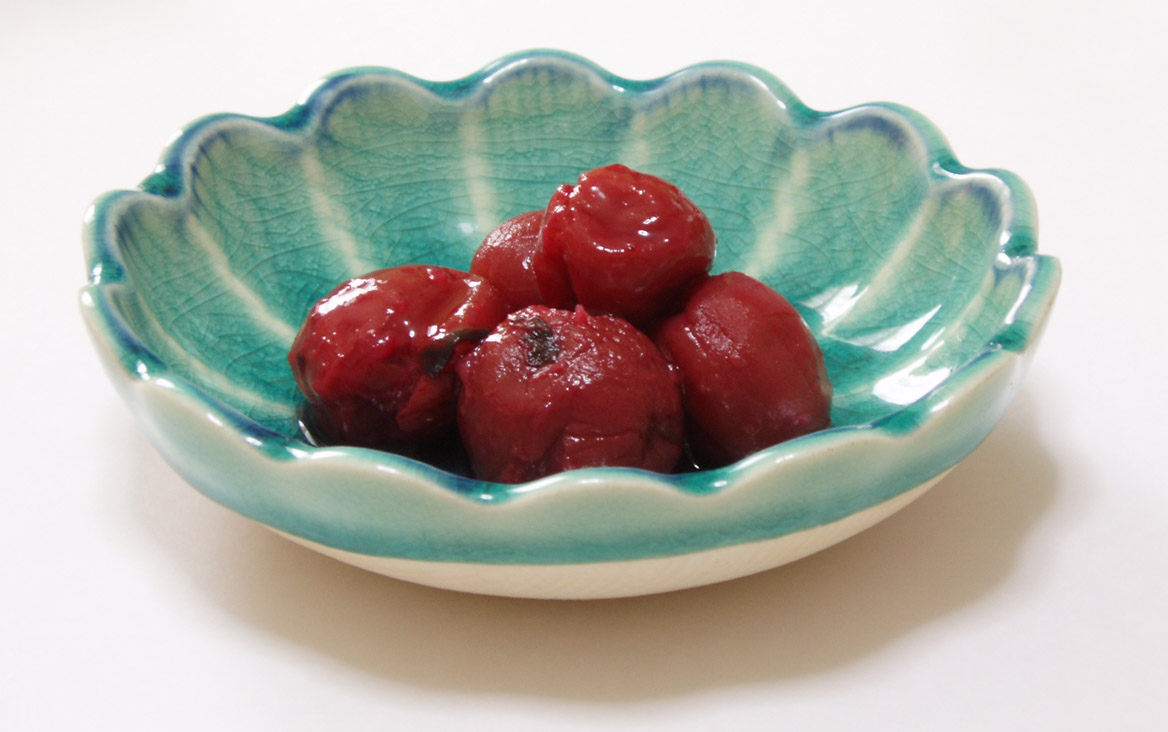
우메보시
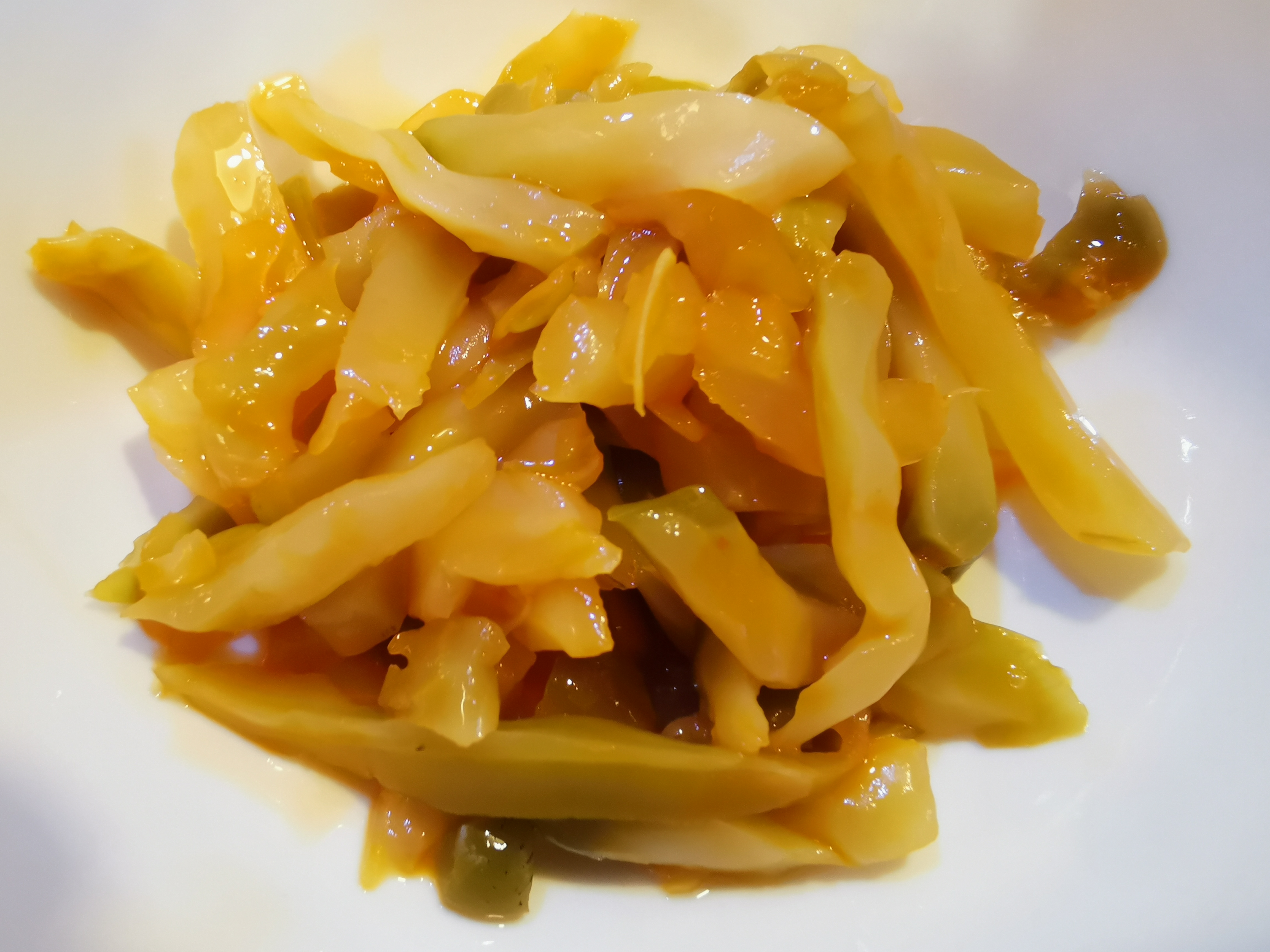
자차이
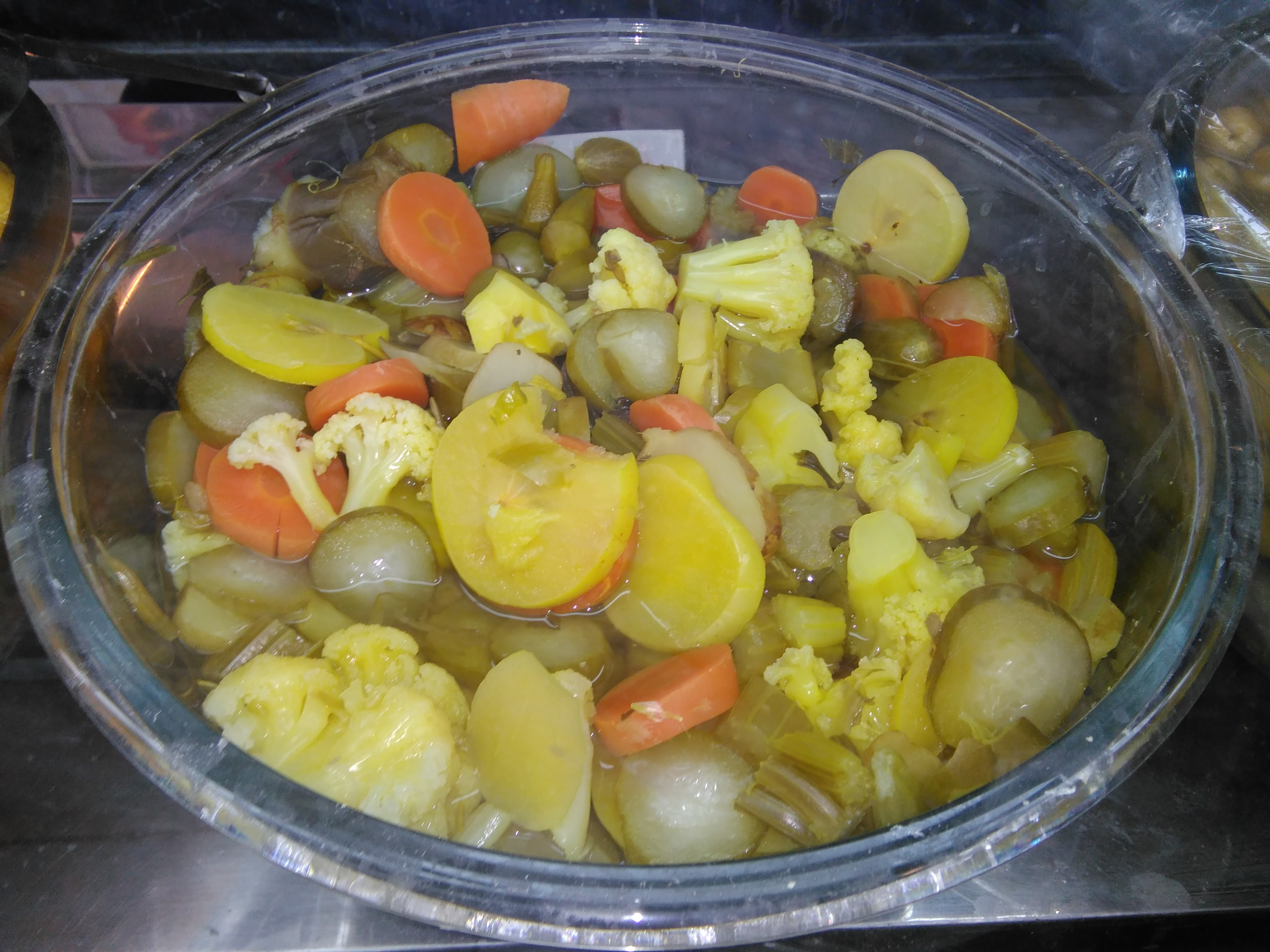
토르시
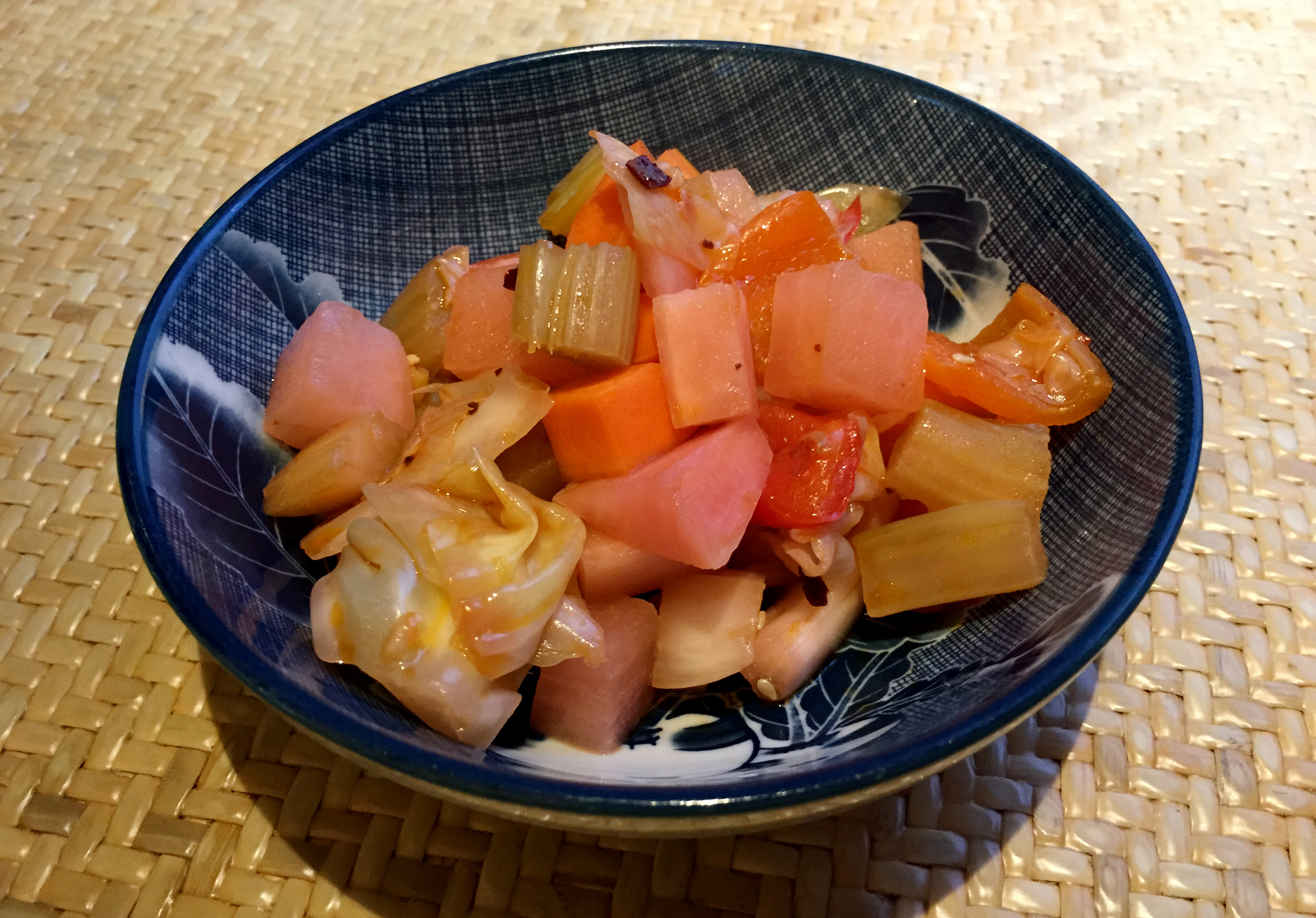
파오차이

### 유럽·아메리카

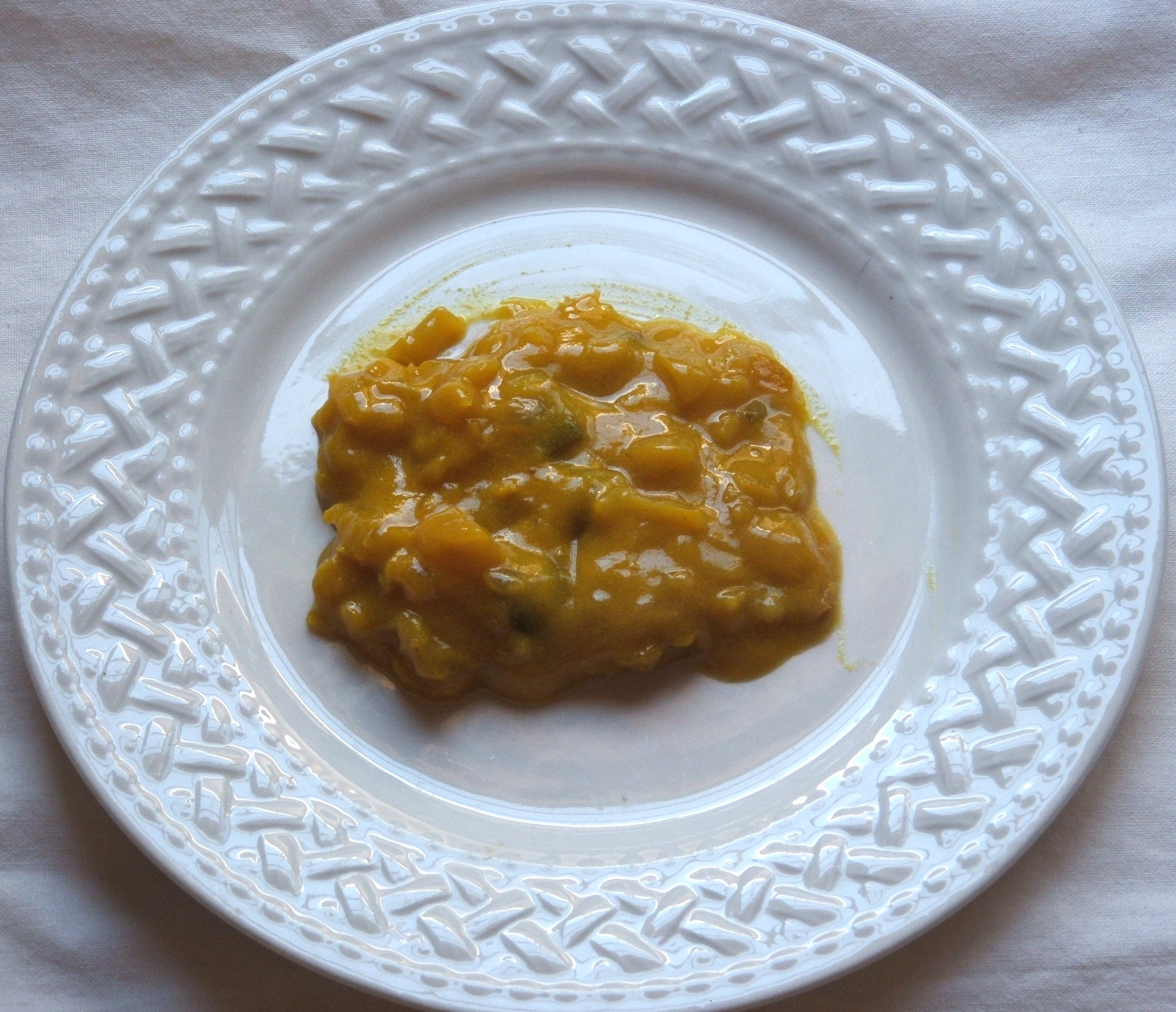
렐리시
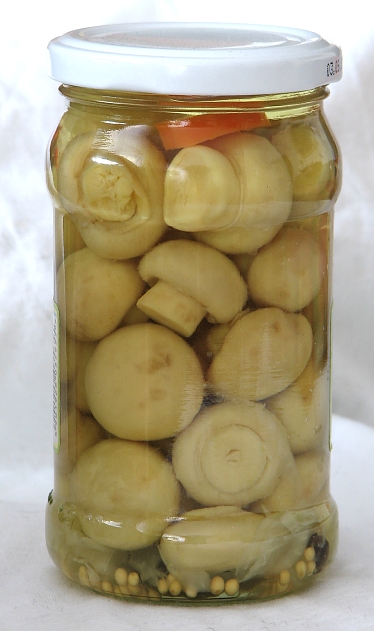
버섯 초절이
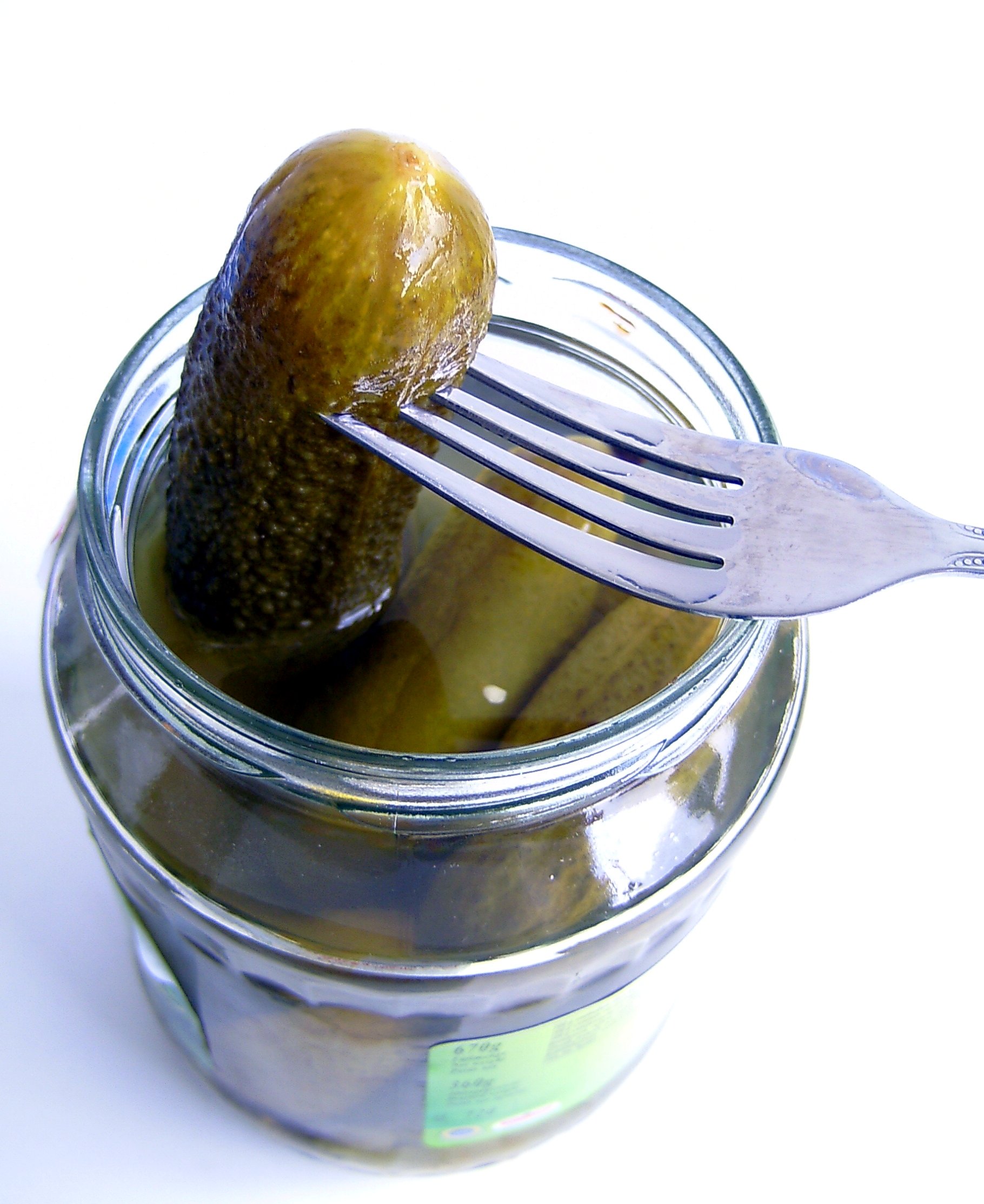
슈프레발트 오이
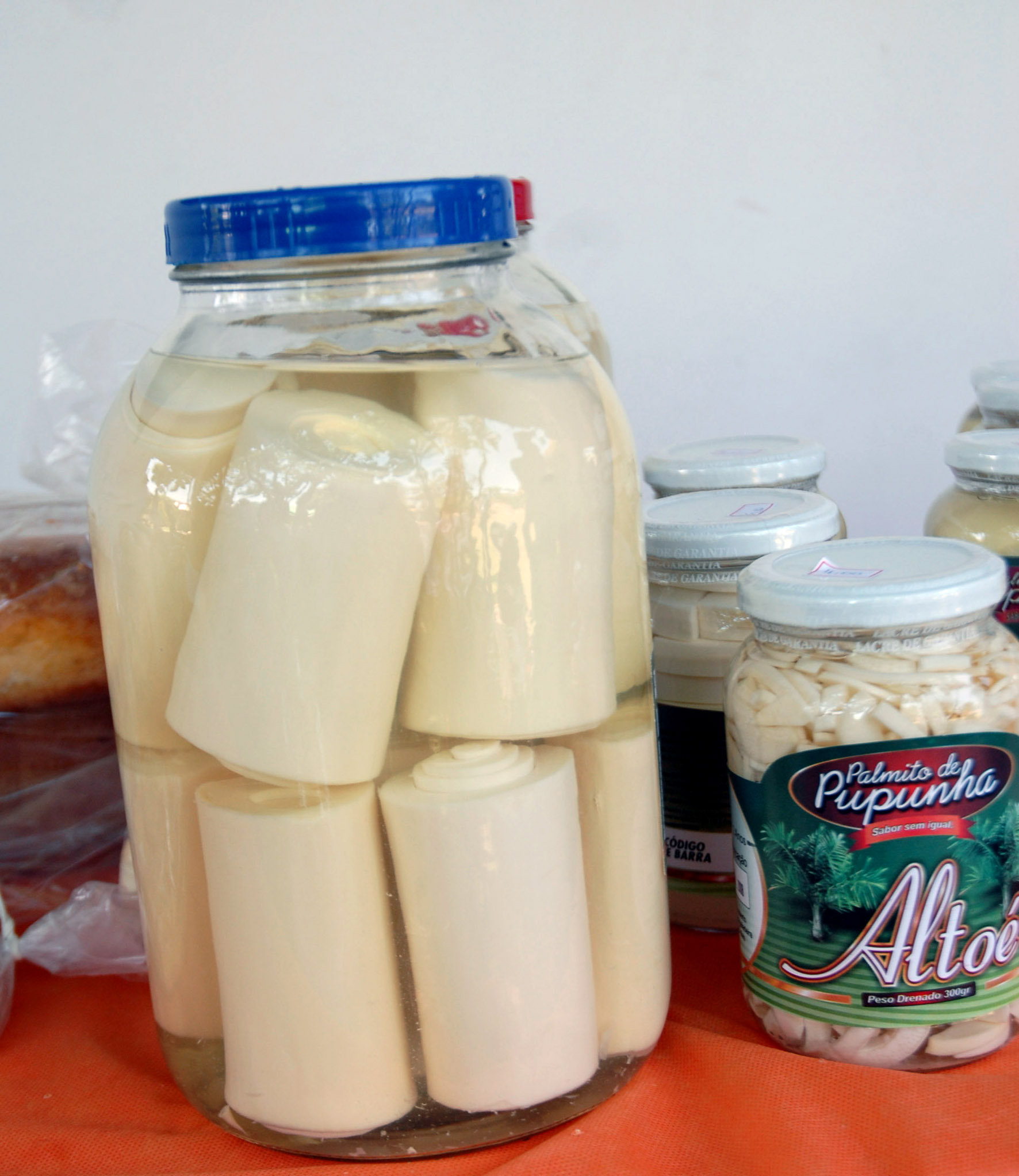
야자심 초절이
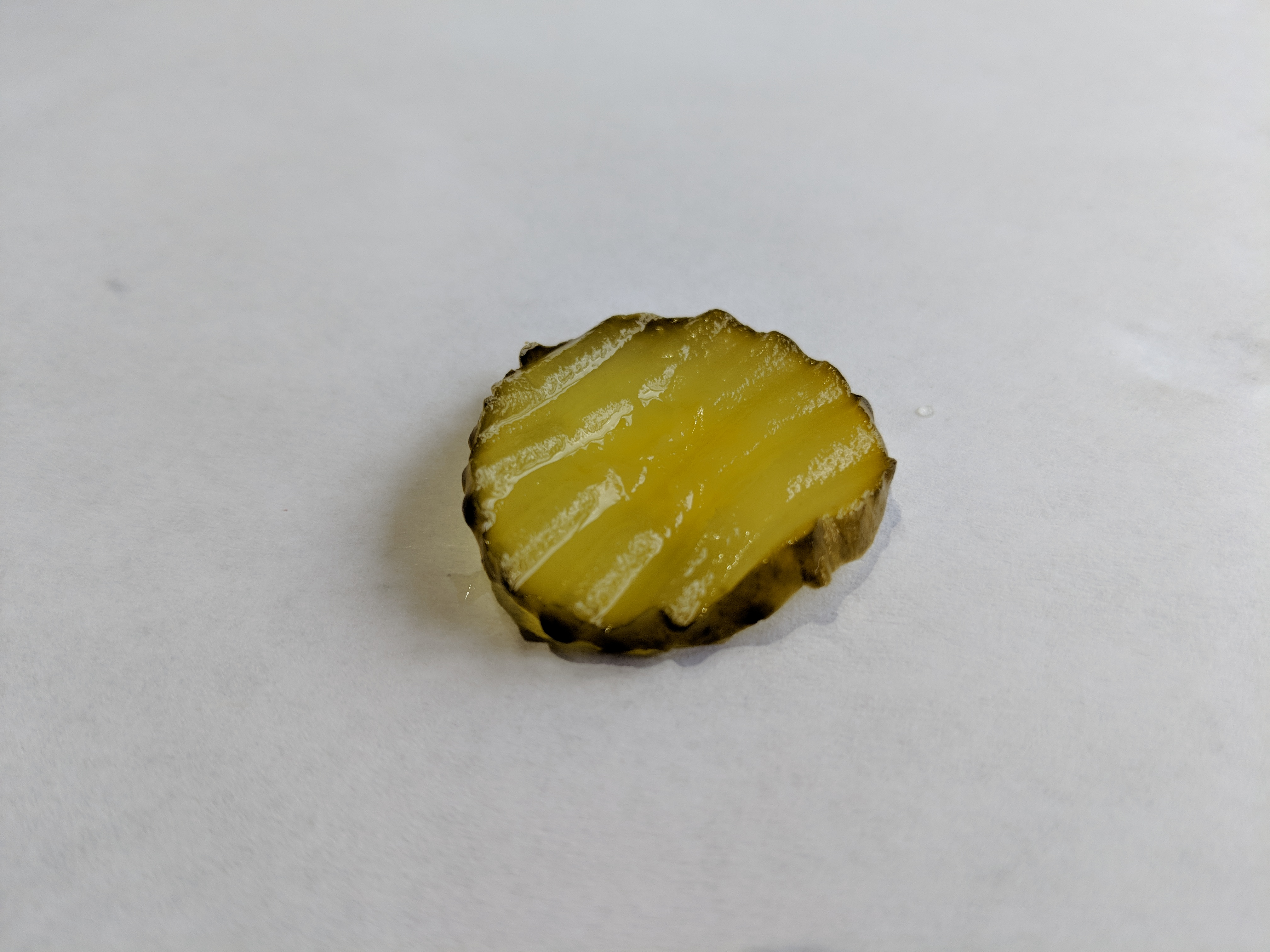
오이 피클
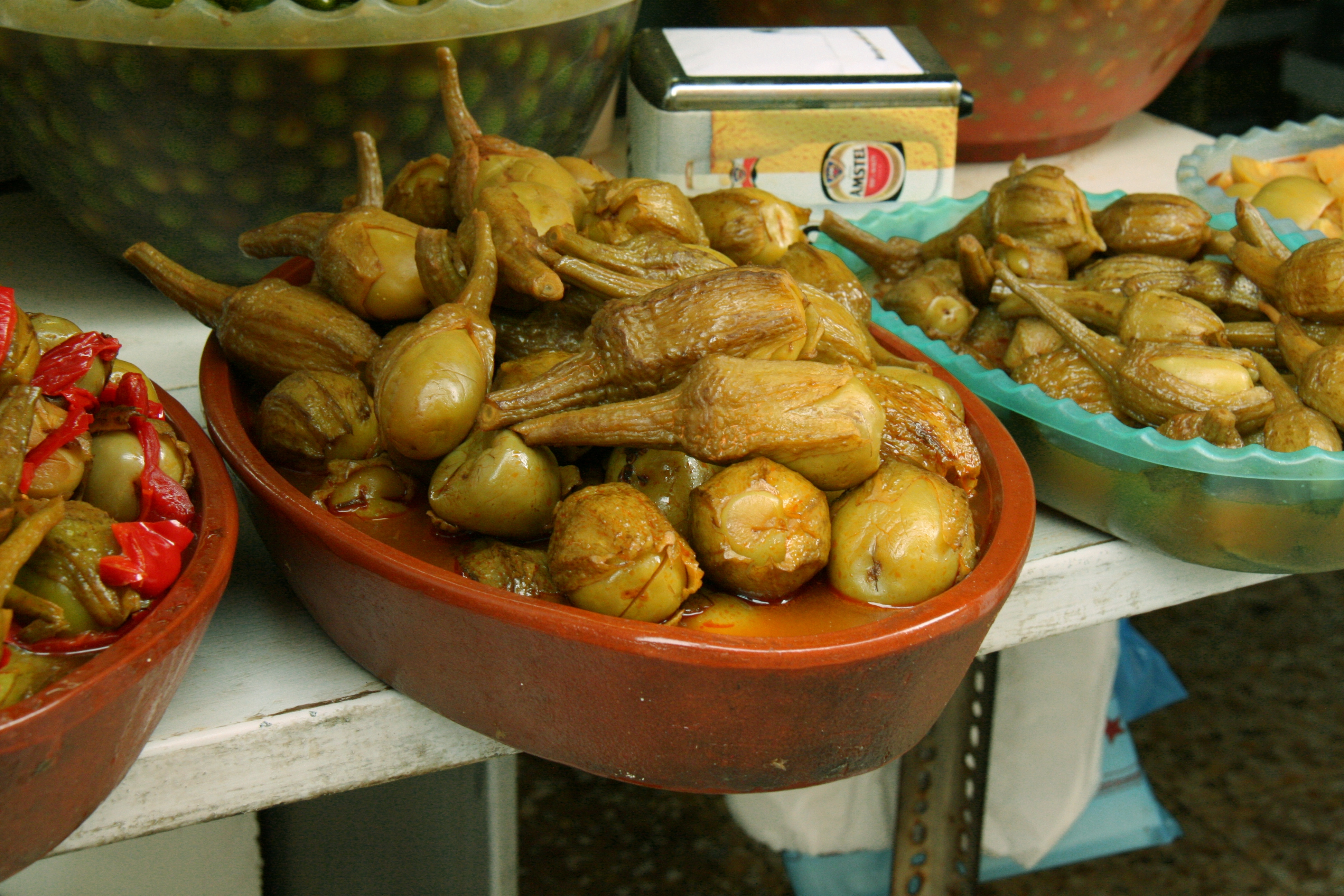
알마그로 가지
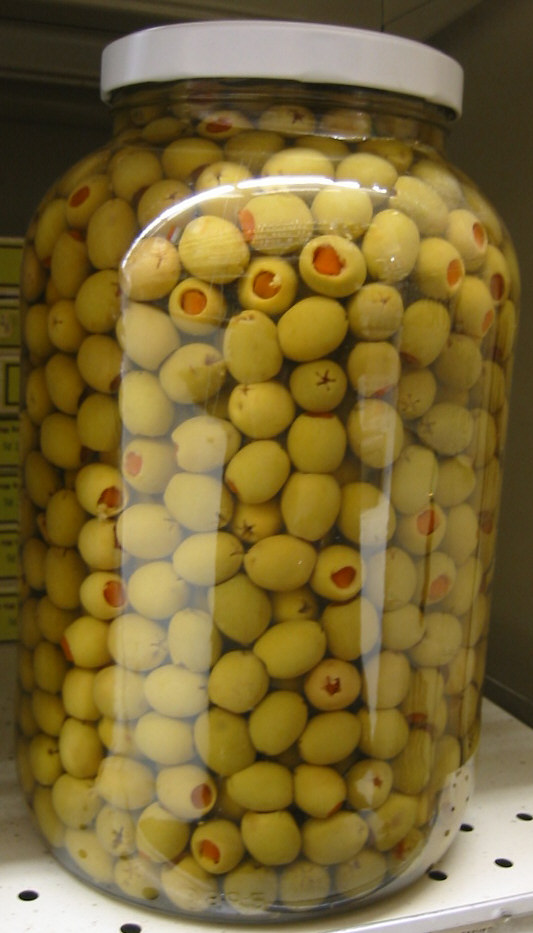
올리브 초절이
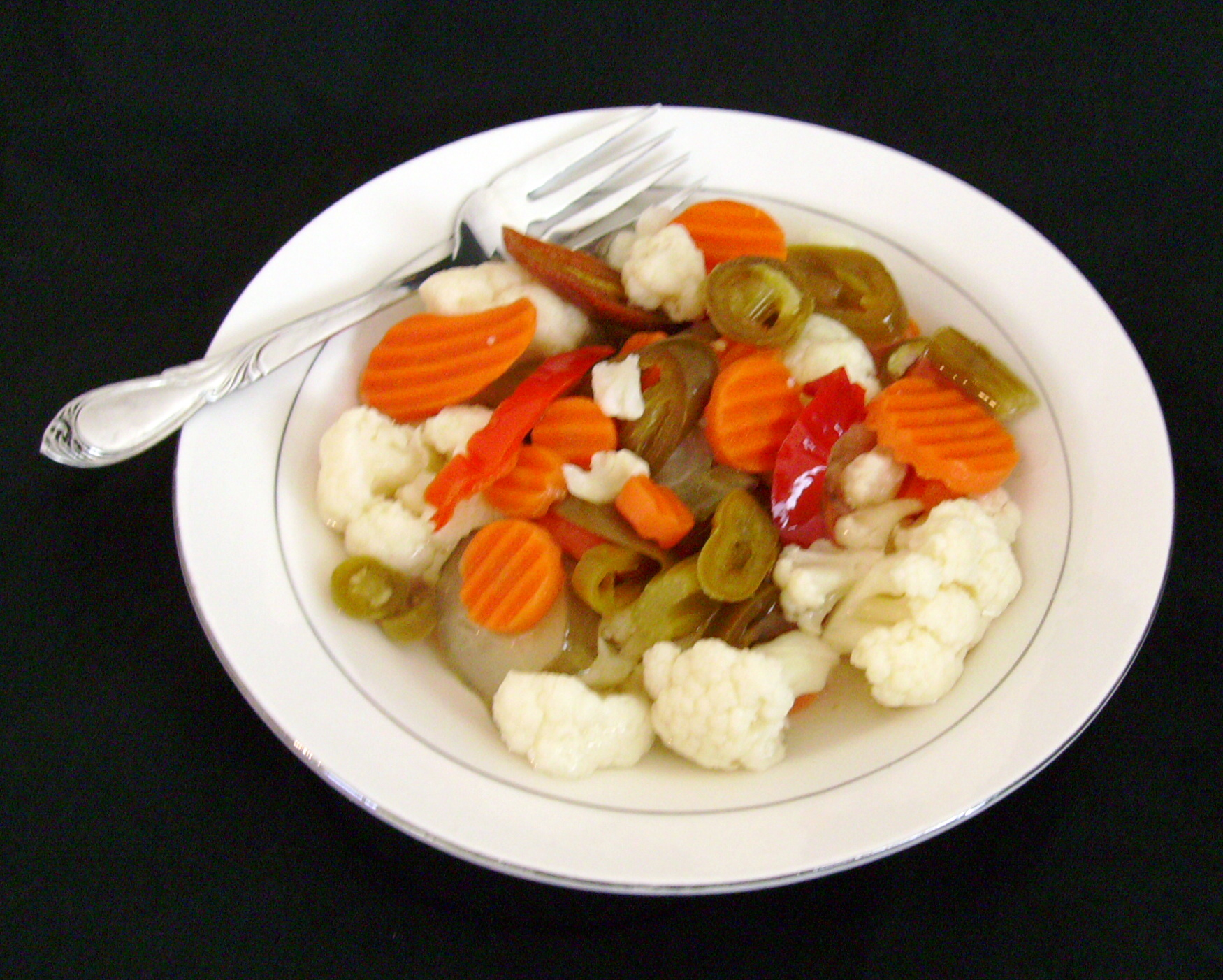
자르디니에라
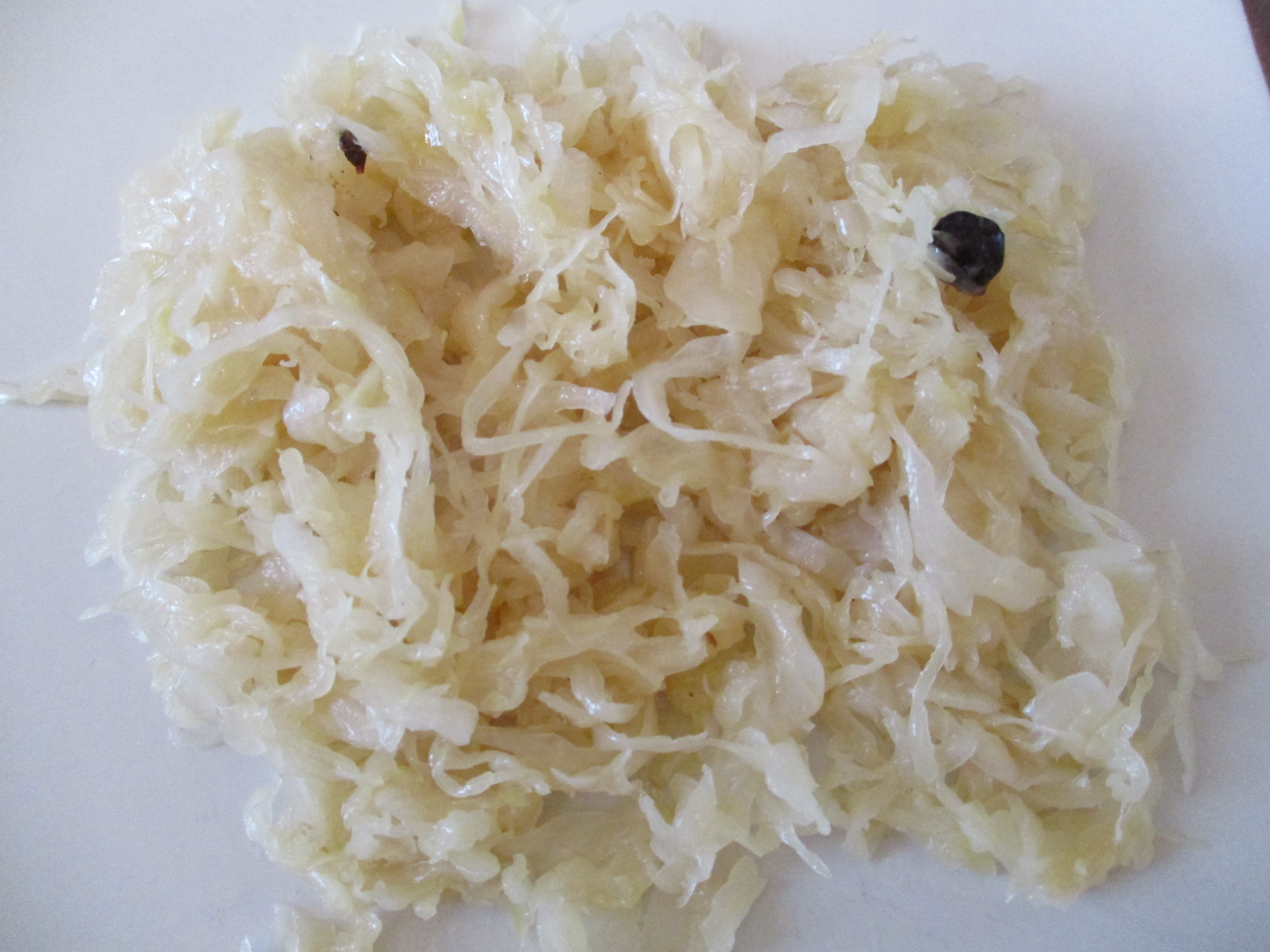
자우어크라우트
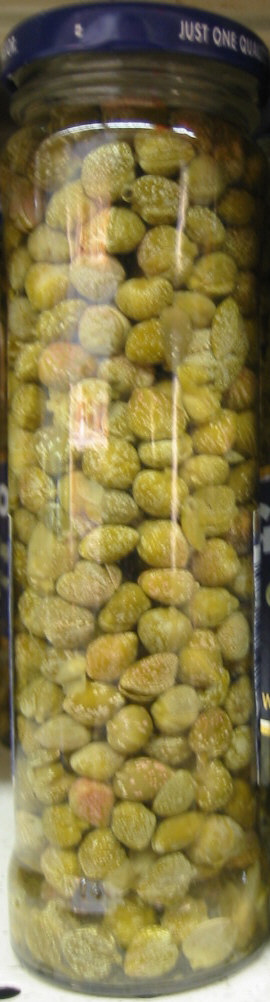
케이퍼 초절이
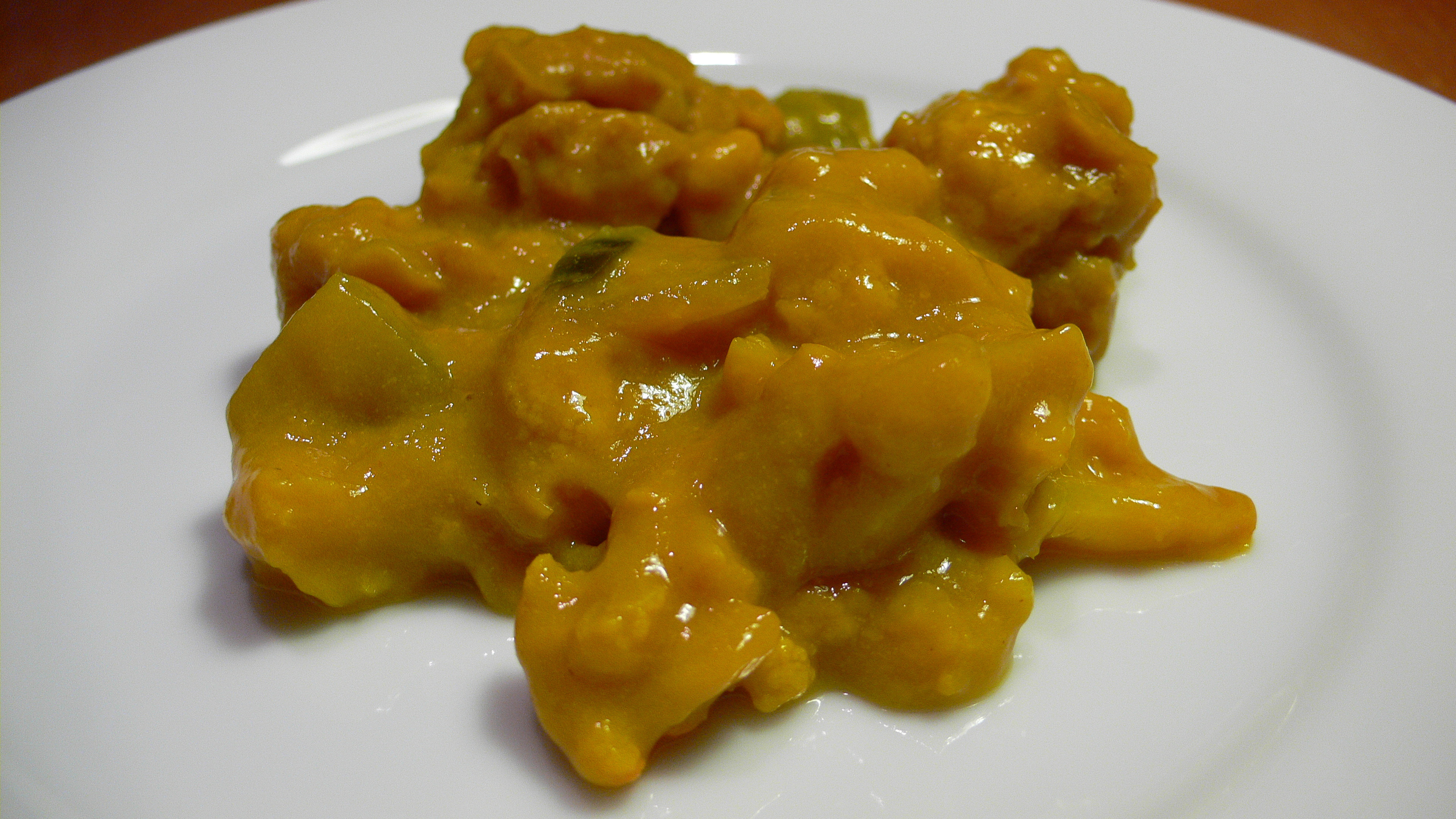
피카릴리

## 같이 보기
- 염지
- 훈제